# استارلینک
استارلینک (به انگلیسی: Starlink) یک منظومه ماهواره‌ای است که از سوی شرکت اسپِیس‌اِکس برای فراهم کردن اینترنت ماهواره‌ای شکل گرفته است. این صورت فلکی از هزاران ماهواره کوچک در مدار پایینی زمین تشکیل‌شده است که در ترکیب با فرستنده و گیرنده‌های زمینی کار می‌کنند.
اسپیس‌اکس قصد دارد برخی از ماهواره‌ها را برای اهداف نظامی، علمی یا اکتشافی بفروشد. مرکز توسعه ماهواره‌های اسپیس‌اکس در ردموند واشینگتن، میزبان تحقیق، توسعه، ساخت و کنترل گردش ماهواره‌های استارلینک است. هزینه پروژه یک‌دهه‌ای طراحی، ساخت و استقرار این صورت فلکی توسط اسپیس‌اکس در ماه مه ۲۰۱۸ حداقل ۱۰ میلیارد دلار برآورد شد.
توسعه محصول از سوی شرکت سازنده در سال ۲۰۱۵ آغاز شد. در گام اول، دو ماهواره نمونه اولیه برای پرواز آزمایشی در فوریه ۲۰۱۸ به فضا پرتاب شدند. بعدها به مرور زمان ماهواره‌های آزمایشی بیشتری اضافی شدند و ۶۰ ماهواره عملیاتی در ماه مه سال ۲۰۱۹ در مدار مستقر شدند.
از نوامبر ۲۰۲۰، اسپیس‌اکس در راستای اهداف خود، هم‌زمان تا ۶۰ ماهواره در هر پرتاب را با هدف استقرار ۱۵۸۴ ماهواره ۲۶۰ کیلوگرمی برای ارائه خدمات تقریباً جهانی تا اواخر سال ۲۰۲۱ یا ۲۰۲۲ به فضا می‌فرستد. اسپیس‌اکس در اوت ۲۰۲۰ یک سرویس بتا خصوصی در ایالات متحده شمالی و یک بتا عمومی را در اکتبر ۲۰۲۰ در عرض‌های جغرافیایی بالا بین ۴۴ و ۵۲ درجه شمالی آغاز کرد.
در ۱۵ اکتبر ۲۰۱۹ کمیسیون فدرال ارتباطات ایالات‌متحده پرونده‌هایی را از طرف اسپیس‌اکس به اتحادیه بین‌المللی مخابرات فرستاد تا طیفی را برای ۳۰٬۰۰۰ ماهواره اضافیِ مکملِ ۱۲٬۰۰۰ ماهواره استارلینک که قبلاً توسط کمیسیون فدرال ارتباطات تأییدشده بود، فراهم کند.
ستاره‌شناسان در مورد تأثیر صورت‌های فلکی در مشاهدات نجومی زمینی و چگونگی افزودن ماهواره‌ها به یک مدار از پیش متراکم، ابراز نگرانی کرده‌اند. این منظومه ماهواره‌ای همچنین باعث به وجود آمدن سخنانی در مورد رعایت اخلاق توسط یک شرکت که به‌طور یک‌جانبه ظاهر آسمان شب را تغییر می‌دهد، شد.

## تاریخچه

### برنامه‌ریزی اولیه
برای اولین بار در اواسط دهه ۱۹۸۰ به‌عنوان بخشی از ابتکار دفاع استراتژیک شرکت فناوری ساری ستلایت(SSTL) به عنوان بخشی از «چشم‌انداز استراتژیک مشترک» به دست آورد. SSTL در آن زمان در حال کار برای گسترش اینترنت در فضا بود. با این حال، سهام اسپیس‌اکس در نهایت در سال ۲۰۰۸ پس از تمرکز بیشتر شرکت بر روی ناوبری و رصد زمین به شرکت فناوری هوافضا فرانسوی آستریوم فروخته شد. در اوایل سال ۲۰۱۴، ایلان ماسک و گرگ وایلر در حال کار روی طراحی یک صورت فلکی متشکل از ۷۰۰ ماهواره به نام WorldVu (که به وان‌وب تغییر نام داد) بودند که بیش از ۱۰ برابر بزرگ‌ترین منظومه ماهواره‌ای ایریدیوم در آن زمان بود. با این حال، این بحث‌ها در ژوئن ۲۰۱۴ شکست خورد و شرکت اسپیس‌اکس به جای آن به‌طور مخفیانه درخواست ITU را از طریق تنظیم کننده مخابرات نروژ تحت نام STEAM ثبت کرد.

### ۲۰۱۵–۲۰۱۷
شبکه ماهواره‌های ارتباطی اسپیس‌اکس در ژانویه ۲۰۱۵ با پهنای باندی تا ۵۰٪ از کل ترافیک ارتباطی بک‌هال (backhaul) - اصطلاح بک‌هال اغلب در ارتباطات از راه دور استفاده می‌شود و به انتقال سیگنال از یک سایت یا شبکه از راه دور به یک سایت دیگر، معمولاً سایت مرکزی، اشاره دارد.- و حداکثر ۱۰٪ از ترافیک اینترنت محلی در شهرهای با ا، برای عموم اعلام شد. مدیرعامل این شرکت، ایلان ماسک در اظهارنظری عنوان داشت که تقاضای برآورده نشده قابل‌توجهی برای اینترنت کم‌هزینه در سطح جهانی وجود دارد.
برنامه تأسیس مرکز توسعه ماهواره اسپیس‌اکس در سال ۲۰۱۵ از سوی شرکت با شرکایش در ردموند برای توسعه و ساخت شبکه ارتباطی جدید اعلام شد. در آن زمان، دفتر واقع در منطقه سیاتل قصد داشت در ابتدا تقریباً ۶۰ مهندس و به‌طور بالقوه ۱۰۰۰ کارمند را تا سال ۲۰۱۸ در استخدام خود داشت.
این شرکت در اواخر سال ۲۰۱۶ در ۲٬۸۰۰ مترمربع فضای اجاره‌ای فعالیت کرد و تا ژانویه ۲۰۱۷ تأسیسات دوم ۲٬۸۰۰ مترمربعی‌اش را در اختیار گرفت که هر دو در ردموند واقع‌شده بودند. در اوت ۲۰۱۸، اسپیس‌اکس تمام عملیات منطقه سیاتل خود را با انتقال به یک مرکز سه ساختمانه بزرگ‌تر در مرکز شرکت Redmond Ridge، برای پشتیبانی از ساخت ماهواره علاوه بر تحقیق و توسعه، ادغام کرد.
در ژوئیه ۲۰۱۶، اسپیس‌اکس فضایی خلاقانه با مساحت ۷۴۰ مترمربع در ارواین، کالیفرنیا (شهرستان اورنج) خریداری کرد. فهرست‌های شغلی اسپیس‌اکس نشان‌دهنده این بود که دفتر واقع در ارواین شامل بخش‌های پردازش سیگنال، فناوری رادیو شناسه (RFIC) و همچنین بخش توسعه مدارهای مجتمع با کاربرد خاص(ASIC) برای برنامه ماهواره‌ای این شرکت است.
تا ژانویه ۲۰۱۶، این شرکت برنامه‌های خود را برای داشتن دو ماهواره نمونه اولیه (پروتوتایپ) در سال ۲۰۱۶ و منظومه ماهواره‌ای نمونه اولیه در مدار و عملیاتی کردنشان تقریباً تا سال ۲۰۲۰ را اعلام کرده بود. تا اکتبر ۲۰۱۶ اسپیس‌اکس ماهواره‌های نمونه اولیه را برای پرتاب و آزمایش در سال ۲۰۱۷ آماده کرده بود، اما چالش بخش طراحی ماهواره، تمرکز بر دستیابی به چیزی بود که تا حدی کم‌هزینه باشد که با هزینه تقریبی ۲۰۰ دلار بتوان آن را برای کاربران راه‌اندازی کرد. رئیس اسپیس‌اکس گوین شاتول اظهار داشت که این پروژه در «مرحله طراحی باقی‌مانده است زیرا این شرکت به دنبال مقابله با مسائل مربوط به هزینه پایانه‌های کاربری است». استقرار صورت فلکی نیز تا «اواخر این دهه یا اوایل دهه بعدی» پیش‌بینی می‌شد.
در نوامبر ۲۰۱۶، اسپیس‌اکس درخواست «ماهواره مخابراتی مدار غیر زمین ثابت در سرویس ماهواره‌هایی با دیش‌های ثابت با استفاده از باند فرکانس کی‌یو (Ku) و کی‌آ (Ka)» را به کمیسیون ارتباطات فدرال ارائه کرد.
در مارس ۲۰۱۷، اسپیس‌اکس طرح‌هایی را برای کمیسیون ارتباطات فدرال فرستاد تا لایه مداری‌ای (Orbital shell) شامل بیش از ۷٬۵۰۰ «ماهواره باند V (وی) در مدارهای غیر زمین‌آهنگ (ژئوسنکرون) برای ارائه خدمات ارتباطی» را در یک طیف الکترومغناطیسی که قبلاً آن‌چنان برای خدمات ارتباطات تجاری مورداستفاده قرار نگرفته بود، در اختیار بگیرد. این دسته، «صورت فلکی مدار نزدیک زمین» نامیده می‌شود که شامل ۷٬۵۱۸ ماهواره است که فقط در ارتفاعی ۳۴۰ کیلومتری نسبت به زمین می‌چرخند، درحالی‌که دسته کوچک‌تر، شامل ۴٬۴۲۵ ماهواره، این‌طور طرح‌ریزی‌شده بود تا در باندهای Ka و Ku و در ارتفاع ۱۲۰۰ کیلومتری زمین بچرخد. برنامه‌های اسپیس‌اکس در دو زمینه غیرمعمول بود: این شرکت قصد داشت از طیف باند V کم استفاده‌شده استفاده کند و همچنین آن‌ها قصد داشتند از یک رژیم مداری جدید استفاده کنند، رژیم مداری نزدیک زمین ۳۴۰ کیلومتری، جایی که کشش جوی بسیار زیاد است و به‌طور معمول باعث می‌شود طول عمر مداری ماهواره‌ها کوتاه باشد. طرح مارس ۲۰۱۷ خواستار این بود که اسپیس‌اکس ماهواره‌های آزمایشی از نوع باندهای Ka و Ku را در سال‌های ۲۰۱۷ و ۲۰۱۸ پرتاب کرده و در سال ۲۰۱۹ شروع به عملیاتی کردن صورت فلکی خود کند. ساخت صورت فلکی‌ای شامل حدوداً ۴٬۴۴۰ ماهواره انتظار نمی‌رفت که قبل از ۲۰۲۴ به پایان برسد. به علت وقوع حادثه‌ای، پرتاب برنامه‌ریزی‌شده دو ماهواره آزمایشی تجدیدنظر شده به سال ۲۰۱۸ منتقل شد.
در سال ۲۰۱۵–۲۰۱۷ برخی اختلافات با آژانس نظارتی (رگولاتوری) در مورد صدور مجوز برای طیف ارتباطی برای این صورت‌های فلکی بزرگ ماهواره‌ها به وجود آمد. قانون نظارتی سنتی رگولاتوری برای صدور مجوز استفاده از طیف‌های مداری به این صورت بود که سازمان‌های ماهواره‌ای باید حداقل یک ماهواره در طیف رادیویی موردنظرشان پرتاب می‌کردند حتی اگر از آن استفاده‌ای به عمل نیاورند. تا سال ۲۰۱۷، کمیسیون ارتباطات فدرال یک مهلت شش‌ساله برای این شرکت تعیین کرده بود تا یک صورت فلکی بزرگ را برای انطباق با شرایط صدور مجوز مستقر کند. در سپتامبر ۲۰۱۷، هر دو شرکت بوئینگ و اسپیس‌اکس از کمیسیون فدرال ارتباطات درخواست کردند که از قانون شش‌ساله صرف‌نظر کند، اما این درخواست آن‌ها رد شد. تا این‌که در سال ۲۰۱۹، کمیسیون فدرال ارتباطات حکمی صادر کرد که نیمی از صورت فلکی باید در مدت شش سال در مدار قرارگرفته و در مدت ۹ سال از تاریخ صدور مجوز، سامانه باید به‌طور کامل مستقر شود. اسپیس‌اکس در سال ۲۰۱۷ نام شبکه استارلینک را برای شبکه باندپهن ماهواره‌ای خود ثبت کرد. این نام از کتاب خطای ستارگان بخت ما الهام گرفته‌شده است.
اسپیس‌اکس اسناد و مدارکی را در اواخر سال ۲۰۱۷ به کمیسیون ارتباطات فدرال ارائه داد که برنامه این شرکت را برای کاهش زباله‌های فضایی حاصل‌شده از ماهواره‌های استارلینک تصریح می‌کرد. این شرکت «یک برنامه عملیاتی منظم را برای از مدار خارج کردن ماهواره‌هایی که نزدیک به پایان عمر مفیدشان هستند، با سرعتی بیشتر ازآنچه در استانداردهای بین‌المللی آمده است، اجرا می‌کند. هر ماهواره تقریباً در مدت یک سال بعد از پایان مأموریتش به‌وسیله پیشرانه‌هایش از مدار خود خارج و به اتمسفر زمین واردشده و در آن می‌سوزد.» در مارس ۲۰۱۸، کمیسیون ارتباطات فدرال، با برخی شرایط، تأییدیه اسپیس‌اکس را صادر کرد. اسپیس‌اکس باید مجوز جداگانه‌ای را نیز از اتحادیه بین‌المللی مخابرات (ITU) دریافت کند. ناسا از اسپیس‌اکس درخواست کرد تا سطح اطمینان بالاتری از ۹۰٪ که ناسا برای خود استفاده می‌کرد، برای خارج کردن ماهواره‌هایش از مدار در زمان اتمام مأموریت اتخاذ کند. این درخواست ناسا توسط کمیسیون فدرال ارتباطات مورد تأکید قرار گرفت.

### ۲۰۱۸–۲۰۱۹
در ماه مه ۲۰۱۸، اسپیس‌اکس انتظار داشت که کل هزینه‌های توسعه و ساخت این صورت فلکی تا ۱۰ میلیارد دلار اوج گیرد. در اواسط سال ۲۰۱۸ اسپیس‌اکس بخش توسعه ماهواره را در ردموند سازمان‌دهی مجدد و چندین عضو مدیریت ارشد را منصوب کرد.
در نوامبر ۲۰۱۸، اسپیس‌اکس علاوه بر ۴٬۴۲۵ ماهواره مورد تأیید قرارگرفته قبلی، مجوز رگولاتوری ایالات‌متحده را برای استقرار ۷٬۵۱۸ ماهواره پهن باند دیگر دریافت کرد. پرونده‌های موجود اسپیس‌اکس نزد رگولاتوری نشان می‌دهد که ۴٬۴۲۵ ماهوارهٔ اولیه در ارتفاع ۱٬۱۱۰ تا ۱٬۳۲۵ کیلومتری زمین، بالاتر از ایستگاه فضایی بین‌المللی، درخواست شده‌اند. مجوز جدید برای افزودن صورت فلکی در مدار نزدیک زمینِ غیر زمین‌ایستا متشکل از ۷٬۵۱۸ ماهواره در ارتفاع ۳۳۵ تا ۳۴۶ کیلومتری زمین بود. همچنین در نوامبر ۲۰۱۸، طی پرونده‌های جدیدی، درخواستی برای کمیسیون ارتباطات فدرال برای تغییر مجوزهای صادرشده قبلی برای ۱۶۰۰ ماهواره از ۴٬۴۲۵ ماهواره باندهای کی‌یو و کی‌آ مدار ۱٬۱۵۰ کیلومتری به «لایه مداری پایین‌تری از صورت فلکی» در ارتفاع ۵۵۰ کیلومتری ارائه کرد. این ماهواره‌ها در لایه مداری سوم، مداری در ارتفاع ۵۵۰ کیلومتری، کار می‌کنند درحالی‌که مدارهای بالاتر و پایین‌تر در ارتفاع ۱٬۲۰۰ و ۳۴۰ کیلومتری زمانی استفاده خواهند شد که امکان استقرار تعداد قابل‌توجهی از ماهواره‌ها در فرایند استقرار در سال‌های آتی امکان‌پذیر شود. کمیسیون ارتباطات فدرال این درخواست را در آوریل ۲۰۱۹ تأیید کرد و اجازه استقرار حدوداً ۱۲٬۰۰۰ ماهواره در سه لایه مداری شامل ۱٬۶۰۰ ماهواره در ارتفاع ۵۵۰ کیلومتری و متعاقباً ۲٬۸۰۰ ماهواره در طیف مداری باندهای کی‌یو و کی‌آ در ارتفاع ۱٬۱۵۰ کیلومتری و حدوداً ۷٬۵۰۰ ماهواره باند V در ارتفاع ۳۴۰ کیلومتری را صادر کرد.
با نزدیک شدن طرح‌های چندین ارائه‌دهنده برای ساخت صورت‌های فلکی شامل هزاران ماهواره به واقعیت، ارتش ایالات‌متحده در سال ۲۰۱۸ شروع به انجام مطالعات آزمایشی برای ارزیابی نحوه استفاده از شبکه‌ها کرد. در دسامبر ۲۰۱۸، نیروی هوایی ایالات‌متحده قراردادی ۲۸ میلیون دلاری برای سرویس‌های آزمایشی خاص در استارلینک منعقد کرد.
در فوریه ۲۰۱۹، شرکت خواهر اسپیس‌اکس، SpaceX Services Inc، درخواستی را برای دریافت مجوز بهره‌برداری از حداکثر یک‌میلیون ایستگاه ثابت ماهواره‌ای زمینی که می‌توانند با ماهواره‌های استارلینک ارتباط برقرار کنند، به کمیسیون فدرال ارتباطات ارائه کرد.
برنامه‌های اسپیس‌اکس در سال ۲۰۱۹ بر چرخش ۱۲۰۰۰ ماهواره اولیه در سه لایه مداری بود:
لایه اول: ۱۴۴۰ ماهواره در مدار ارتفاع ۵۵۰ کیلومتری
لایه دوم: ۲۸۲۵ ماهواره طیف باند کِی‌یو و کِی‌آ در ارتفاع ۱۱۱۰ کیلومتری
لایه سوم: ۷۵۰۰ ماهواره باند V در ۳۴۰ کیلومتری
تا آوریل ۲۰۱۹ اسپیس‌اکس در حال انتقال تلاش‌های خود از تحقیق و توسعه به ساخت با نخستین پرتاب گروه بزرگی از ماهواره‌ها و دستیابی به نیاز آشکار میانگین نرخ پرتابِ ۴۴ فضاپیما با عملکرد بالا و هزینه کم در ۶۰ ماه برای رسیدن به ۲۲۰۰ ماهواره برای پشتیبانی از قانون مجوز تخصیص طیف کمیسیون فدرال ارتباطات بود. اسپیس‌اکس اظهار داشت که آن‌ها قادر به تحقق ضرب‌الاجل «استقرار نیمی از صورت فلکی طی شش سال از زمان مجوز و تکمیل سامانه در ۹ سال» خواهند بود.
در پایان ژوئن ۲۰۱۹، اسپیس‌اکس با ۶۰ ماهواره ارتباط برقرار کرده اما ارتباط را با سه ماهواره از دست داد. ۵۷ ماهواره باقیمانده طبق برنامه کار کردند. چهل و پنج ماهواره به ارتفاع مداری ۵۵۰ کیلومتری خود رسیدند، همچنین پنج ماهواره هنوز مدار خود را بالا می‌بردند و پنج ماهواره دیگر قبل از اینکه مدار خود را بالا ببرند تحت بررسی سیستمی بودند. قرار بود دو ماهواره باقیمانده به‌سرعت از مدار خارج و مجدداً به جو وارد شوند تا روند خروج از مدار ماهواره‌ها آزمایش شود. انتظار می‌رود سه ماهواره‌ای که ارتباطشان قطع‌شده دوباره وارد جو شوند، اما این کار را به‌صورت غیرفعال و با کمک کشش جوی انجام می‌شود زیرا اسپیس‌اکس دیگر قادر به کنترل فعالیت آن‌ها نبود.
در سپتامبر ۲۰۱۹، اسپیس‌اکس دوباره به کمیسیون فدرال ارتباطات مراجعه کرد تا تغییرات بیشتری را در صورت فلکی خود اعمال کند. اسپیس‌اکس با این استدلال که پس‌ازاین اصلاحات می‌تواند ماهواره‌ها را از طریق فقط یک پرتاب به‌وسیله هواپیما در چندین صفحه قرار دهند، تقاضا کرد تعداد صفحه‌ها در لایه مداری ۵۵۰ کیلومتری را سه برابر کند. اسپیس‌اکس استدلال کرد که این تغییر می‌تواند برای طوفان ۲۰۲۰ در جنوب ایالات‌متحده پوشش اینترنتی داشته باشد. این تغییر در دسامبر ۲۰۱۹ تصویب شد و در حال حاضر فقط ۲۲ ماهواره، به‌جای ۶۶ ماهواره در طرح اصلی، در هر صفحه قرار دارد. تعداد ماهواره‌های موجود در لایه ۵۵۰ کیلومتری همان ۱۴۴۰ باقی‌مانده است.
در ژوئن ۲۰۱۹، اسپیس‌اکس درخواستی را برای صدور مجوز آزمایش حداکثر ۲۷۰ پایانه زمینی - شامل ۷۰ دستگاه در سراسر ایالات‌متحده و ۲۰۰ دستگاه در خانه‌های کارمندان این شرکت در واشینگتن - به کمیسیون فدرال ارتباطات ارائه کرد.
در اکتبر ۲۰۱۹، ایلان ماسک شبکه اسپیس‌اکس را با استفاده از اینترنت متصل به ماهواره به‌وسیله ارسال یک توئیت در شبکهٔ اجتماعی توئیتر به‌طور عمومی آزمایش کرد.

### ۲۰۲۰–۲۰۲۲
تا تاریخ ۳ فوریه ۲۰۲۲ مجموعاً ۲٬۰۹۱ ماهواره (با احتساب ماهواره‌های آزمایشی تین‌تین آ و ب) به مدار زمین پرتاب‌شده بود. در سال ۲۰۲۱ اسپیس‌اکس تصمیم گرفت هر دو هفته یک‌بار، در هر پرتاب فالکون ۹، ماهواره‌های استارلینک را در دسته‌های ۶۰تایی، به فضا پرتاب کند.
در ۱۷ آوریل ۲۰۲۰، اسپیس‌اکس معماری شبکه استارلینک را اصلاح کرد. اسپیس‌اکس با ارسال درخواستی به کمیسیون ارتباطات فدرال پیشنهاد کرد ماهواره‌های بیشتری، از مجوزی که کمیسیون فدرال ارتباطات قبلاً مجاز بود صادر کرده بود، در مدارهای پایین‌تر عملیاتی کند. فاز اول شامل ۱۴۴۰ ماهواره خواهد بود که در ارتفاع ۵۵۰ کیلومتری در مدارهایی با شیب ۵۳° به دور زمین گردش می‌کنند. این قسمت از صورت فلکی، برای پرتاب تا پایان سال ۲۰۲۰، بدون تغییر باقی‌مانده است.
۱۲٬۰۰۰ ماهواره اولیه در سه لایه مداری به دور خود بچرخند:
لایه اول: ۱۴۴۰ ماهواره در مدار ۵۵۰ کیلومتری و زاویه انحراف مداری ۵۳° (منظور از زاویه انحراف مداری، زاویه مدار ماهواره نسبت به استوا زمین است)
لایه دوم: ۱۴۴۰ ماهواره در مدار ۵۴۰ کیلومتری و زاویه انحراف مداری ۵۳٫۲°
لایه سوم: ۷۲۰ ماهواره در مدار ۵۷۰ کیلومتری و زاویه انحراف مداری ۷۰°
لایه چهارم: ۳۳۶ ماهواره در مدار ۵۶۰ کیلومتری و زاویه انحراف مداری ۹۷٫۶°
لایه پنجم: ۱۷۲ ماهواره در مدار ۵۶۰ کیلومتری و زاویه انحراف مداری ۹۷٫۶°
اسپیس‌اکس قبلاً از کمیسیون فدرال ارتباطات برای بهره‌برداری از ۲٬۸۲۵ ماهواره دیگر در مدارهای بالاتر از ۱۱۱۰ تا ۱۳۲۵ کیلومتری، در صفحه‌های مداری (Orbital plane) با شیب ۵۳٫۸°، ۷۰°، ۷۴° و ۸۱° مجوز قانونی داشته است. طرح اصلاح‌شده ارائه‌شده توسط اسپیس‌اکس به کمیسیون فدرال ارتباطات پیش‌بینی می‌کند ماهواره‌های باند کی‌یو و کی‌آ در فاز بعدی شبکه استارلینک، همگی در ارتفاعات بین ۵۴۰ و ۵۷۰ کیلومتر با شیب ۵۳٫۲°، ۷۰° و ۹۷٫۶° کار کنند. این طرح ۴۴۰۸ ماهواره استارلینک را تحت پوشش قرار می‌دهد، یکی کمتر ازآنچه در معماری قبلی پیش‌بینی‌شده بود. اسپیس‌اکس قصد دارد ۷٬۵۰۰ ماهواره باند V دیگر را در مدار حدود ۳۴۵ کیلومتری پرتاب کند. کمیسیون فدرال ارتباطات این درخواست را در آوریل ۲۰۲۱ تأیید کرد.
در ژوئن ۲۰۲۰، اسپیس‌اکس برای استفاده از باند E در صورت فلکی نسل ۲ در ایالات‌متحده درخواست داد. انتظار می‌رود که صورت فلکی نسل ۲ استارلینک شامل ۳۰٬۰۰۰ ماهواره بوده و پوشش کامل جهانی را فراهم کند.
در ژوئن ۲۰۲۰، اسپیس‌اکس برای صدور مجوز ارائه خدمات اینترنت پرسرعت استارلینک در کانادا درخواستی را به مقامات نظارتی کانادا ارائه کرد.
در اکتبر ۲۰۲۰، اسپیس‌اکس اعلام کرد که قصد دارد ۶۰ ماهواره نمونه اولیه v0.9 را برای «کاهش بقایای مداری» از مدار خارج کند. تا ۷ اکتبر ۲۰۲۰، ۳۹ مورد از این ۶۰ ماهواره، وارد جو زمین شده‌اند. در اکتبر سال ۲۰۲۰، کانادا مجوز کار در آنجا را صادر کرد.
در ۴ نوامبر ۲۰۲۰، اسپیس‌اکس یک میلیون‌اُمین آزمایش استارلینک خود را انجام داده و سرعت اتصال را دو برابر کرد. آزمایش‌کنندگان بتا استارلینک سرعت بیش از ۱۵۰ مگابیت در ثانیه را گزارش کرده‌اند، بالاتر از حد اعلام‌شده برای تست بتا عمومی.
در ۶ نوامبر ۲۰۲۰، مرکز نوآوری، علوم و توسعه اقتصادی کانادا موافقت رگولاتوری این کشور را برای خدمات‌دهی منظومه ماهواره‌ای استارلینک اعلام کرد.
کمیسیون ارتباطات فدرال برای حمایت از مشتریان باندپهن روستایی از طریق شبکه اینترنت ماهواره‌ای استارلینک، به اسپیس‌اکس کمک ۹۰۰ میلیون دلاری یارانه‌ای فدرال اعطا کرد. اسپیس‌اکس برای خدمات‌رسانی به مشتریان در ۳۵ ایالت ایالات‌متحده موفق به دریافت یارانه شد.
اسپیس‌اکس گروه جدیدی از ۱۰ ماهواره، نخستین ماهواره‌های استارلینک در مدارهای قطبی، استارلینک را در ۲۴ ژانویه ۲۰۲۱ پرتاب کرد. این پرتاب با استقرار ۱۴۳ ماهواره، رکورد پرتاب بیشترین ماهواره در یک مأموریت را که قبلاً در اختیار سازمان پژوهش‌های فضایی هند بود را شکسته و تعداد ماهواره‌های مستقر استارلینک را به عدد ۱۰۲۵ رساند.
در فوریه ۲۰۲۱، اسپیس‌اکس اعلام کرد که استارلینک بیش از ۱۰ هزار کاربر دارد و امکان پیش‌سفارش را برای عموم مردم گشوده است.
در فوریه ۲۰۲۱ اسپیس‌اکس در برنامه‌ای بلند آینده نگر درخواست ارائه سرویس‌های صدا روی پروتکل اینترنت، پشتیبانی اضطراری و اینترنت ماهواره‌ای ارزان‌تر برای افراد کم‌درآمد را از کمیسیون فدرال ارتباطات داشت.
در فوریه ۲۰۲۱، اسپیس ایکس جمع‌آوری ۳٬۵ میلیارد دلار سرمایه مالی اضافی در شش ماه گذشته را برای حمایت از مرحله نیازمند سرمایه‌گذاری سنگین در زمینه عملیاتی استارلینک، به‌علاوه توسعه سامانه پرتاب استارشیپ، را به پایان رساند. در ماه آوریل، اسپیس‌اکس تصریح کرد که آن‌ها قبلاً دو نسل از فناوری استارلینک را آزمایش کرده‌اند که هزینه نسل دوم نسبت به نسل اول کمتر است. انتظار می‌رود نسل سوم با پیوندهای لیزری بین‌ماهواره‌ای «در چند ماه آینده [و با] قیمت بسیار ارزان‌تر از نسخه‌های قبلی» پرتاب شوند.
در مارس ۲۰۲۱، اسپیس‌اکس از کمیسیون فدرال ارتباطات برای گونهٔ سیار پایانه‌های خود جهت استفاده در اتومبیل‌ها، شناورها و هواپیماها درخواست مجوز کرد.
در ماه مه ۲۰۲۱، اسپیس‌اکس اعلام کرد که تاکنون بیش از ۵۰۰٬۰۰۰ نفر برای دریافت سرویس استارلینک درخواست ثبت کرده‌اند. در اواخر همان ماه، اسپیس‌اکس اعلام کرد با سکوی ابری گوگل و مایکروسافت آژور توافق‌هایی برای ارائه خدمات محاسباتی و شبکه‌سازی زمینی برای استارلینک صورت گرفته است.
در فوریه ۲۰۲۲، اسپیس‌اکس سرویس استارلینک پریمیوم را معرفی کرد، نسخه‌ای با عملکرد بالاتر از سرویس معمولی. این سرویس یک آنتن بزرگتر با کارایی بالا که سرعت وعده‌داده‌شده آن بین ۱۵۰ تا ۵۰۰ مگابیت در ثانیه با هزینه ۲۵۰۰ دلار برای آنتن و ۵۰۰ دلار هزینه خدمات ماهانه است را شامل خواهد شد. کاربران همچنین از پشتیبانی ۲۴/۷ با اولویت بهره‌مند خواهند شد. اعلام شده است که تحویل در سه‌ماهه دوم سال ۲۰۲۲ آغاز می‌شود.
در ۳ فوریه ۲۰۲۲، ۴۹ ماهواره تحت عنوان Group 4-7 پرتاب شدند. با توجه به افزایش قابل‌توجه نیروی کشش جوی ناشی از طوفان ژئومغناطیسی درجه G2 در ۴ فوریه، انتظار می‌رفت تا ۴۰ مورد از این ماهواره‌ها از بین بروند. تا ۱۲ فوریه، ۳۸ ماهواره دوباره وارد جو شدند در حالی که ۱۱ ماهواره باقی‌مانده به بالا بردن مدار خود ادامه دادند.
در ۲۶ فوریه ۲۰۲۲، ایلان ماسک اعلام کرد که پس از درخواست دولت اوکراین برای جایگزینی سرویس‌های اینترنتی نابود شده در حمله روسیه به اوکراین، ماهواره‌های استارلینک بر فراز اوکراین فعال شده‌اند. تا ۶ آوریل ۲۰۲۲, اسپیس اکس برای دادن امکان دسترسی به شبکه استارلینک به اوکراینی‌ها بیش از ۵۰۰۰ ترمینال استارلینک به اوکراین فرستاده بود. بخشی از هزینه تجهیزات استارلینک فرستاده شده به اوکراین از سوی نمایندگی ایالات متحده آمریکا برای انکشاف بین‌المللی، و نیز حکومت‌های فرانسه و لهستان تأمین شده بود.

## پرتاب‌ها
اطلاعات بیشتر: فهرست پرتاب‌های استارلینک
استقرار ۱۴۴۰ ماهواره اول در ۷۲ صفحه مداری، هر یک شامل ۲۰ ماهواره انجام خواهد شد. اسپیس‌اکس نخستین منظومه ۶۰ ماهواره‌ای را در ماه مه ۲۰۱۹ به مدار ۴۵۰ کیلومتری (۲۸۰ مایل) پرتاب کرد و در آن زمان انتظار می‌رفت که حداکثر شش پرتاب با ۷۲۰ ماهواره (۶۰ * ۱۲) در سال ۲۰۱۹ برای پوشش مداوم در سال ۲۰۲۰ داشته باشد.
در اوت ۲۰۱۹، اسپیس‌اکس انتظار داشت چهار پرتاب دیگر در سال ۲۰۱۹ و حداقل ۹ پرتاب در سال ۲۰۲۰ انجام شود، اما از ژانویه ۲۰۲۰ انتظارات به ۲۴ پرتاب در سال ۲۰۲۰ افزایش‌یافته بود.
در مارس ۲۰۲۰، اسپیس‌اکس تولید شش ماهواره در روز را گزارش داد.
همچنین قرار است ماهواره‌های استارلینک از استارشیپ، یک موشک تحت توسعه اسپیس‌اکس که هم‌زمان ۴۰۰ ماهواره به فضا پرتاب می‌کند، پرتاب شوند.
در فوریه ۲۰۲۱ ایلان ماسک اظهار داشت که ماهواره‌ها در خوشه‌هایی در ۲۵ صفحه مداری حول مدار ۵۳ درجه شمالی حرکت می‌کنند.

## استارلینک در ایران
درحالی که معامله دستگاه‌های اینترنت ماهواره‌ای در ایران ممنوع بود ولی بعضاً دستگاه‌هایی توسط کاربران مورد استفاده قرار گرفت. در سال ۲۰۲۳ اتحادیه بین‌المللی مخابرات، استارلینک را مکلف به همکاری با ایران کرد و این ممکن است آغازی برای قانونی شدن این فناوری در ایران باشد.
در حال حاضر استارلینک به‌طور غیررسمی یعنی خرید اشتراک از یک کشور دیگر، در ایران قابل استفاده است. برخی کاربران شبکه‌های اجتماعی معتقدند با وجود قیمت بالا، سرعت آپلود پایین و پینگ بالا، آنچه به دستشان می‌رسد، «اینترنت آزاد» است و ارزش دارد. نسل یک تا چهار تجهیزات و سرویس استارلینک قابل خرید است، بین ۴۰، ۵۰ تا ۲۰۰ میلیون تومان قیمت دارد. هزینهٔ اشتراک ماهانه هم حدود ۴۰ دلار تخمین زده می‌شود اما متقاضیان انتظار دارند با افزایش تقاضا قیمت بیش از این‌ها افت داشته باشد.
شایان ذکر است مطابق ماده ۲۴ قانون جرائم رایانه ای «هرکس بدون مجوز قانونی از پهنای باند بین‌المللی برای برقراری ارتباطات مخابراتی مبتنی بر پروتکل اینترنتی از خارج ایران به داخل یا برعکس استفاده کند، به حبس از یک تا سه سال یا جزای نقدی از یکصد میلیون (۱۰۰٫۰۰۰٫۰۰۰) ریال تا یک میلیارد (۱٫۰۰۰٫۰۰۰٫۰۰۰) ریال یا هر دو مجازات محکوم خواهد شد.» این بدان معناست که هرکس بدون اخذ مجوز از این فناوری استفاده کند به حبس یا جزای نقدی به شرح مذکور محکوم خواهد شد.

## دسترسی در کشورها
ارائه خدمات ماهواره‌ای بر روی هر کشوری طبق مقررات اتحادیه بین‌المللی مخابرات و معاهدات بین‌المللی، مستلزم اعطای مجوز توسط حوزه قضایی هر کشور است. درنتیجه، حتی اگر شبکه دسترسی به استارلینک در عرض‌های جغرافیایی زیر ۶۰ درجه تقریباً در سطح جهانی مقدور باشد، خدمات پهن باند به مناطق روستایی و محروم فقط تاکنون در چند کشور قابل‌ارائه است. اسپیس‌اکس همچنین می‌تواند ملاحظات اقتصادی و عملیاتی تجاری داشته باشد که ممکن است باعث شود که کشورهایی که خدمات استارلینک در آن‌ها ارائه خواهد شد با ترتیب و در زمان‌های متفاوتی این خدمات را دریافت کنند. به‌عنوان‌مثال، اسپیس‌اکس در ژوئن ۲۰۲۰ خواستار مجوز برای ارائه خدمات در کانادا شد، مقام‌های نظارتی کانادا درخواست را در نوامبر ۲۰۲۰ تصویب کردند و اسپیس‌اکس دو ماه بعد، ژانویه ۲۰۲۱، سرویس خود را در این کشور ارائه داد.
| #  | قاره                  | کشور                                                                                      | آغاز | یادداشت                                         |
| -- | --------------------- | ----------------------------------------------------------------------------------------- | --- | ----------------------------------------------- |
| ۱  | آمریکای شمالی         | ایالات متحده آمریکا · پورتوریکو · جزایر ویرجین ایالات متحده · گوآم · جزایر ماریانای شمالی | آزمایش‌های محدود اوت ۲۰۲۰، بتای عمومی نوامبر ۲۰۲۰                                                                     |                                                 |
| ۲  | آمریکای شمالی         | کانادا                                                                                    | ژانویه ۲۰۲۱ |                                                 |
| ۳  | اروپا                 | بریتانیا · جزایر پیت‌کرن                                                                   | مارس ۲۰۲۱ |                                                 |
| ۴  | اروپا                 | آلمان                                                                                     | مارس ۲۰۲۱ |                                                 |
| ۵  | اقیانوسیه             | نیوزیلند                                                                                  | آوریل ۲۰۲۱ |                                                 |
| ۶  | اقیانوسیه             | استرالیا                                                                                  | آوریل ۲۰۲۱ |                                                 |
| ۷  | اروپا و دریای کارائیب | فرانسه · سن مارتن (فرانسه) · سنت بارثلمی · جزیره گوادلوپ · مارتینیک                       | می ۲۰۲۱ |                                                 |
| ۸  | اروپا                 | لهستان                                                                                    | آوریل ۲۰۲۱ |                                                 |
| ۹  | اروپا                 | هلند                                                                                      | می ۲۰۲۱ |                                                 |
| ۱۰ | اروپا                 | بلژیک                                                                                     | می ۲۰۲۱ |                                                 |
| ۱۱ | اروپا                 | جمهوری ایرلند                                                                             | آزمایش‌های محدود آوریل ۲۰۲۱، نسخه بتا عمومی ژوئیه ۲۰۲۱                                                                |                                                 |
| ۱۲ | اروپا                 | دانمارک                                                                                   | ژوئیه ۲۰۲۱ |                                                 |
| ۱۳ | اروپا                 | پرتغال                                                                                    | اوت ۲۰۲۱ |                                                 |
| ۱۴ | اروپا                 | سوئیس                                                                                     | اوت ۲۰۲۱ |                                                 |
| ۱۵ | آمریکای جنوبی         | شیلی · جزیره ایستر                                                                        | سپتامبر ۲۰۲۱ | خدمات در نوامبر ۲۰۲۲ به جزیره ایستر گسترش یافت. |
| ۱۶ | اروپا                 | لهستان                                                                                    | سپتامبر ۲۰۲۱ |                                                 |
| ۱۷ | اروپا                 | ایتالیا                                                                                   | سپتامبر ۲۰۲۱ |                                                 |
| ۱۸ | اروپا                 | جمهوری چک                                                                                 | سپتامبر ۲۰۲۱ |                                                 |
| ۱۹ | آمریکای شمالی         | مکزیک                                                                                     | نوامبر ۲۰۲۱ |                                                 |
| ۲۰ | اروپا                 | کرواسی                                                                                    | نوامبر ۲۰۲۱ |                                                 |
| ۲۱ | اروپا                 | سوئد                                                                                      | نوامبر ۲۰۲۱ |                                                 |
| ۲۲ | اروپا                 | لیتوانی                                                                                   | دسامبر ۲۰۲۱ |                                                 |
| ۲۳ | اروپا                 | اسپانیا                                                                                   | ژانویه ۲۰۲۲ |                                                 |
| ۲۴ | اروپا                 | اسلواکی                                                                                   | ژانویه ۲۰۲۲ |                                                 |
| ۲۵ | اروپا                 | اسلوونی                                                                                   | ژانویه ۲۰۲۲ |                                                 |
| ۲۶ | اقیانوسیه             | تونگا                                                                                     | فوریه ۲۰۲۲، یک ماه پس از آتش‌فشان و سونامی هونگا تونگا ۲۰۲۲، ایستگاه زمینی در کشور همسایه فیجی به‌مدت شش ماه تأسیس شد. |                                                 |
| ۲۷ | اروپا                 | بلغارستان                                                                                 | فوریه ۲۰۲۲ |                                                 |
| ۲۸ | آمریکای جنوبی         | برزیل                                                                                     | فوریه ۲۰۲۲ |                                                 |
| ۲۹ | اروپا                 | اوکراین                                                                                   | فوریه ۲۰۲۲ در پاسخ به حمله روسیه به اوکراین در سال ۲۰۲۲                                                              |                                                 |
| ۳۰ | اروپا                 | رومانی                                                                                    | آوریل ۲۰۲۲ |                                                 |
| ۳۱ | اروپا                 | اوکراین                                                                                   | آوریل ۲۰۲۲ |                                                 |
| ۳۲ | اروپا                 | یونان                                                                                     | آوریل ۲۰۲۲ |                                                 |
| ۳۳ | اروپا                 | مجارستان                                                                                  | مه ۲۰۲۲ |                                                 |
| ۳۴ | اروپا                 | مقدونیه شمالی                                                                             | ژوئن ۲۰۲۲ |                                                 |
| ۳۵ | اروپا                 | لوکزامبورگ                                                                                | ژوئن ۲۰۲۲ |                                                 |
| ۳۶ | آمریکای شمالی         | جمهوری دومینیکن                                                                           | ژوئن ۲۰۲۲ |                                                 |
| ۳۷ | اروپا                 | مولداوی                                                                                   | اوت ۲۰۲۲ |                                                 |
| ۳۸ | اروپا                 | استونی                                                                                    | اوت ۲۰۲۲ |                                                 |
| ۳۹ | اروپا                 | نروژ                                                                                      | اوت ۲۰۲۲ |                                                 |
| ۴۰ | اروپا                 | مالت                                                                                      | سپتامبر ۲۰۲۲ |                                                 |
| ۴۱ | آسیا                  | ایران                                                                                     | سپتامبر ۲۰۲۲ | در پی اعتراضات سراسری ۱۴۰۱ ایران                |
| ۴۲ | آسیا                  | ژاپن                                                                                      | اکتبر ۲۰۲۲ | اولین در آسیا                                   |
| ۴۳ | آمریکای شمالی         | جامائیکا                                                                                  | اکتبر ۲۰۲۲ |                                                 |
| ۴۴ | اروپا                 | فنلاند                                                                                    | نوامبر ۲۰۲۲ |                                                 |
| ۴۵ | آمریکای شمالی         | باربادوس                                                                                  | نوامبر ۲۰۲۲ |                                                 |
| ۴۶ | آمریکای جنوبی         | پرو                                                                                       | ژانویه ۲۰۲۳ |                                                 |
| ۴۷ | آفریقا                | نیجریه                                                                                    | ژانویه ۲۰۲۳ | اولین در آفریقا                                 |
| ۴۸ | آمریکای جنوبی         | کلمبیا                                                                                    | ژانویه ۲۰۲۳ |                                                 |
| ۴۹ | اروپا                 | ایسلند                                                                                    | فوریه ۲۰۲۳ |                                                 |
| ۵۰ | آفریقا                | رواندا                                                                                    | فوریه ۲۰۲۳ |                                                 |
| ۵۱ | آسیا                  | فیلیپین                                                                                   | فوریه ۲۰۲۳ |                                                 |
| ۵۲ | آمریکای شمالی         | هائیتی                                                                                    | مارس ۲۰۲۳ |                                                 |
| ۵۳ | آمریکای جنوبی         | اکوادور                                                                                   | مارس ۲۰۲۳ |                                                 |
| ۵۴ | آمریکای شمالی         | السالوادور                                                                                | آوریل ۲۰۲۳ |                                                 |
| ۵۵ | آمریکای شمالی         | پاناما                                                                                    | مه ۲۰۲۳ |                                                 |
| ۵۶ | آفریقا                | موزامبیک                                                                                  | ژوئن ۲۰۲۳ |                                                 |
| ۵۷ | آمریکای جنوبی         | ترینیداد و توباگو                                                                         | ژوئن ۲۰۲۳ |                                                 |
| ۵۸ | اروپا                 | قبرس                                                                                      | ژوئیه ۲۰۲۳ |                                                 |
| ۵۹ | آمریکای شمالی         | گواتمالا                                                                                  | ژوئیه ۲۰۲۳ |                                                 |
| ۶۰ | آفریقا                | کنیا                                                                                      | ژوئیه ۲۰۲۳ |                                                 |
| ۶۱ | آسیا                  | مالزی                                                                                     | ژوئیه ۲۰۲۳ |                                                 |
| ۶۲ | آفریقا                | مالاوی                                                                                    | ژوئیه ۲۰۲۳ |                                                 |
| ۶۳ | آمریکای شمالی         | باهاما                                                                                    | اوت ۲۰۲۳ |                                                 |
| ۶۴ | آفریقا                | زامبیا                                                                                    | اکتبر ۲۰۲۳ |                                                 |
| ۶۵ | اروپا                 | گرجستان                                                                                   | نوامبر ۲۰۲۳ |                                                 |
| ۶۶ | آفریقا                | بنین                                                                                      | نوامبر ۲۰۲۳ |                                                 |
| ۶۷ | آسیا                  | مالدیو                                                                                    | نوامبر ۲۰۲۳ |                                                 |
| ۶۸ | آمریکای شمالی         | کاستاریکا                                                                                 | نوامبر ۲۰۲۳ |                                                 |
| ۶۹ | آمریکای شمالی         | هندوراس                                                                                   | دسامبر۲۰۲۳ |                                                 |
| ۷۰ | آفریقا                | اسواتینی                                                                                  | دسامبر۲۰۲۳ |                                                 |
| ۷۱ | آمریکای جنوبی         | پاراگوئه                                                                                  | دسامبر۲۰۲۳ |                                                 |
| ۷۲ | آسیا                  | مغولستان                                                                                  | دسامبر۲۰۲۳ |                                                 |
| ۷۳ | آمریکای جنوبی         | آرژانتین                                                                                  | مارس ۲۰۲۴ |                                                 |
| ۷۴ | اروپا                 | آلبانی                                                                                    | مارس ۲۰۲۴ |                                                 |
| ۷۵ | اقیانوسیه             | ایالات فدرال میکرونزی                                                                     | مارس ۲۰۲۴ |                                                 |
| ۷۶ | آمریکای جنوبی         | اروگوئه                                                                                   | مه ۲۰۲۴ |                                                 |
| ۷۷ | آسیا                  | اندونزی                                                                                   | مه ۲۰۲۴ |                                                 |
| ۷۸ | اقیانوسیه             | فیجی                                                                                      | مه ۲۰۲۴ |                                                 |
| ۷۹ | آفریقا                | سیرالئون                                                                                  | ژوئن ۲۰۲۴ |                                                 |
| ۸۰ | آفریقا                | ماداگاسکار                                                                                | ژوئن ۲۰۲۴ |                                                 |
| ۸۱ | اقیانوسیه             | تونگا                                                                                     | اوت ۲۰۲۴ |                                                 |
| ۸۲ | آفریقا                | سودان جنوبی                                                                               | اوت ۲۰۲۴ |                                                 |
| ۸۳ | آفریقا                | بوتسوانا                                                                                  | اوت ۲۰۲۴ |                                                 |
| ۸۴ | آفریقا                | غنا                                                                                       | اوت ۲۰۲۴ |                                                 |
| ۸۵ | اقیانوسیه             | جزایر سلیمان                                                                              | سپتامبر ۲۰۲۴ |                                                 |
| ۸۶ | آفریقا                | زیمبابوه                                                                                  | سپتامبر ۲۰۲۴ |                                                 |
| ۸۷ | آسیا                  | یمن                                                                                       | سپتامبر ۲۰۲۴ |                                                 |
| ۸۸ | آفریقا                | بوروندی                                                                                   | سپتامبر ۲۰۲۴ |                                                 |
| ۸۹ | اقیانوسیه             | ساموآ                                                                                     | اکتبر ۲۰۲۴ |                                                 |
| ۹۰ | اقیانوسیه             | وانواتو                                                                                   | اکتبر ۲۰۲۴ |                                                 |
| ۹۱ | آسیا                  | قطر                                                                                       | اکتبر ۲۰۲۴ |                                                 |
| ۹۲ | آفریقا                | کیپ ورد                                                                                   | دسامبر ۲۰۲۴ |                                                 |
| ۹۳ | آسیا                  | تیمور شرقی                                                                                | دسامبر ۲۰۲۴ |                                                 |
| ۹۴ | اقیانوسیه             | نائورو                                                                                    | دسامبر ۲۰۲۴ |                                                 |
| ۹۵ | اروپا                 | کوزوو                                                                                     | دسامبر ۲۰۲۴ |                                                 |
| ۹۶ | آفریقا                | لیبریا                                                                                    | ژانویه ۲۰۲۵ |                                                 |

## خدمات

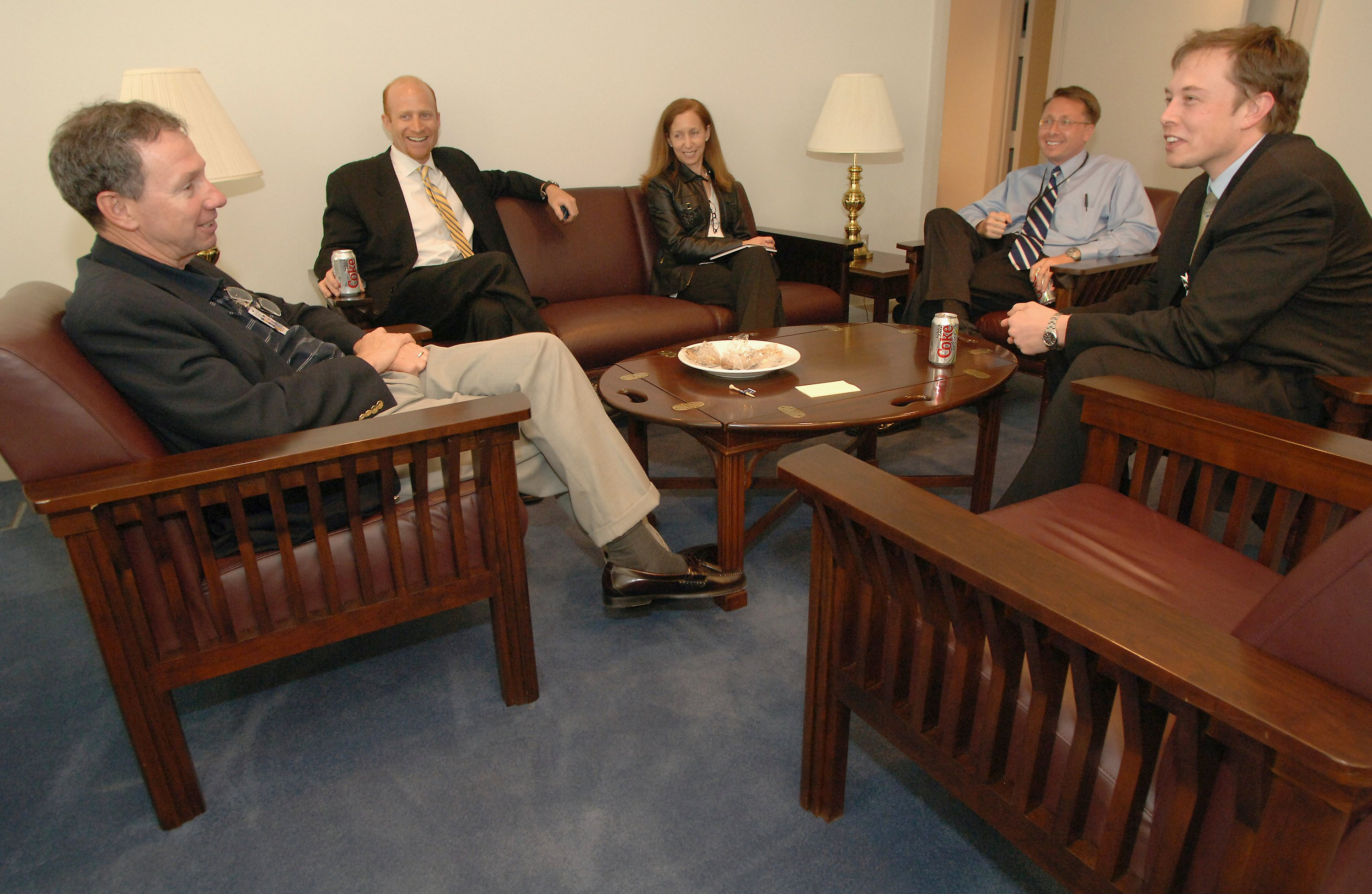
دیدار مایکل گریفین مدیر ناسا با ایلان ماسک مدیر استارلینک

هدف اسپیس‌اکس اتصال اینترنت ماهواره‌ای به مناطق کم برخوردار کره زمین و همچنین ارائه خدمات با قیمت رقابتی به مناطق شهری است. این شرکت اظهار داشته است که گردش مالی مثبت حاصل از فروش خدمات اینترنت ماهواره‌ای برای تأمین اعتبار برنامه‌های مریخ آن‌ها ضروری است.
در اوایل سال ۲۰۱۵، دو کارآفرین فضایی فعالیت‌های اینترنت ماهواره‌ای را در یک هفته اعلام کردند. علاوه بر مدیرعامل اسپیس‌اکس، ایلان ماسک، از پروژه‌ای که بعداً استارلینک نام‌گذاری شد، کارآفرین بریتانیایی ریچارد برانسون نیز از سرمایه‌گذاری در وان‌وب خبر داد. وان‌وب یک صورت فلکی مشابه با حدود ۷۰۰ ماهواره پی‌ریزی‌شده است که قبلاً مجوزهای فرکانس ارتباطی را برای طیف رادیویی خود تهیه‌کرده است.
راجر روش، مشاور صنعت ماهواره پس از ناکامی‌های قبلی در زمینه فضایی ماهواره-به-مصرف‌کننده (satellite-to-consumer)، در سال ۲۰۱۵ گفت، «بعید به نظر می‌رسد که بتوان از این طریق یک کسب‌وکار موفق ساخت». ماسک نیز این واقعیت تجاری را علناً تصدیق کرد. با این وجود، اسناد داخلی که در فوریه ۲۰۱۷ به بیرون درز کردند، نشان می‌داد که اسپیس‌اکس پیش از سال ۲۰۲۵ انتظار درآمد بیش از ۳۰ میلیارد دلاری از منظومه ماهواره‌ای خود دارد، درحالی‌که انتظار می‌رفت درآمد حاصل از فعالیت‌های تجاری مربوط به پرتاب ماهواره از سوی این شرکت در همان سال به ۵ میلیارد دلار برسد.
با پرتاب اولیه ۶۰ ماهواره صورت فلکی عملیاتی در سال ۲۰۱۹، اسپیس‌اکس نشان داد که برای دستیابی به پوشش باندپهن اولیه از زمین به ۴۲۰ ماهواره و برای پوشش متوسط به ۷۸۰ ماهواره از حدود ۱٬۶۰۰ ماهواره مدار ۱٬۱۰۰ کیلومتری نیاز دارد.
در ۱۷ آوریل ۲۰۲۰، در اسناد و مدارک ارائه‌شده، اسپیس‌اکس به کمیسیون فدرال ارتباطات اعلام کرد که ارتفاع کمتر، ماهواره‌ها را به مصرف‌کنندگان استارلینک نزدیک می‌کند و به شبکه اجازه می‌دهد «تا اینترنت باندپهن‌ای با تأخیر اندک را برای آمریکایی‌هایی که یا اصلاً به اینترنت دسترسی ندارند یا دارای دسترسی به اینترنتی با کیفیت پایین هستند فراهم کند که ازنظر کیفی با اینترنت موجود در شهرها برابری می‌کند». طبق گفته اسپیس‌اکس، این تغییر همچنین خدمات برای کاربران دولت ایالات‌متحده در مناطق قطبی را بهبود می‌بخشد و امکان استقرار سریع‌تر شبکه را نیز فراهم می‌کند. مدارهای پایین کمک می‌کند تا در صورت خرابی، ماهواره‌ها در مدت‌زمان کوتاه‌تری به جو وارد شوند همچنین ماهواره‌ها در مدار نزدیک به زمین این امکان را دارند تا سیگنال‌ها را در سطح قدرت کاهش‌یافته‌ای منتشر کنند که طبق گفته اسپیس‌اکس این ویژگی امکانی را برای ناوگان زمینی فراهم می‌کند تا محدودیت‌های ناشی از تداخل رادیویی با سایر شبکه‌های بی‌سیم ماهواره‌ای و زمینی را کاهش دهند.
نسخه اولیه استارلینک محدود به کار در چند مایل از آدرس ثبت‌شده مشتری بود. در آوریل ۲۰۲۱ ایلان ماسک اظهار کرد که تا انتهای سال به دنبال برخی به‌روزرسانی‌های نرم‌افزاری و پرتاب ماهواره‌های بیشتر، سامانه قادر به جابجایی خواهد بود.

### استفاده در ورای زمین
اسپیس‌اکس برنامه‌های بلندمدتی برای توسعه و استقرار نسخه‌ای از سامانه ارتباط ماهواره‌ای برای خدمات‌دهی در مریخ دارد.

## فناوری

### سخت‌افزار ماهواره‌ها

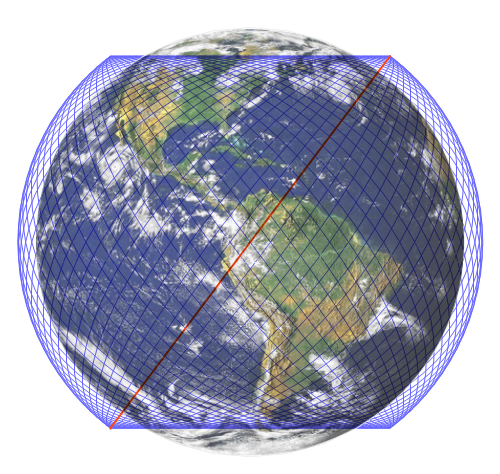
صورت فلکی استارلینک، فاز ۱، نخستین لایه مداری: ۷۲ مدار هرکدام شامل ۲۲ ماهواره، درنتیجه ۱۵۸۴ ماهواره در ارتفاع ۵۵۰ کیلومتری

با توجه به اطلاعات اولیه منتشرشده در سال ۲۰۱۵ انتظار می‌رود ماهواره‌های ارتباط اینترنتی در کلاس ماهواره‌های کوچک از وزن ۱۰۰ تا ۵۰۰ کیلوگرم بوده و در مدار نزدیک زمین در ارتفاع تقریبی ۱۱۰۰ کیلومتری قرار داشته باشند. هر یک از ماهواره‌ها در نخستین استقرار بزرگ ۶۰ تایی در ماه مه ۲۰۱۷، ۲۲۷ کیلوگرم بودند و اسپیس‌اکس تصمیم گرفت تا ماهواره‌ها را به دلیل نگرانی در مورد شلوغی محیط فضا در ۵۵۰ کیلومتری زمین قرار دهد. برنامه‌های اولیه در ژانویه ۲۰۱۵ به این صورت بود که این صورت فلکی تقریباً از ۴٬۰۰۰ ماهواره با اتصالات عرضی تشکیل شود، یعنی بیش از دو برابر کل ماهواره عملیاتی در مدار تا ژانویه ۲۰۱۵.
طبق اسناد ارائه‌شده به کمیسیون فدرال ارتباطات ایالات‌متحده، این ماهواره‌ها برای ارتباط بین ماهواره‌ای از لینک‌های بین ماهواره‌ای نوری و فن‌آوری‌های پرتودیسی آرایه فازی و پردازش دیجیتالی در باند کی‌یو و کِی‌آ استفاده می‌کنند. درحالی‌که جزئیات فن‌آوری‌های آرایه مرحله‌ای به‌عنوان بخشی از برنامه فرکانس فاش شده است، اسپیس‌اکس جزئیات پیوندهای بین ماهواره‌ای نوری را محرمانه نگه‌داشته است. ماهواره‌های اولیه بدون لینک لیزر (laser link) به فضا پرتاب می‌شوند، اسپیس‌اکس انتظار دارد ماهواره‌هایی با این پیوندها تا پایان سال ۲۰۲۰ آماده شوند. پیوندهای لیزری بین ماهواره‌ای با موفقیت در اواخر سال ۲۰۲۰ آزمایش شدند.
ماهواره‌ها به‌صورت انبوه تولید می‌شوند و هزینه آن به ازای هر واحد بسیار کمتر از ماهواره‌های کنونی است. ماسک این‌گونه گفته است که «ما می‌خواهیم آنچه را که برای موشک‌ها انجام داده‌ایم برای ماهواره‌ها انجام دهیم». «برای تغییر اساسی در فضا، باید هم‌زمان به ماهواره‌ها و موشک‌ها بپردازیم» «ماهواره‌های کوچک‌تر برای کاهش هزینه اینترنت و ارتباطات فضایی بسیار مهم هستند».
ترافیک اینترنت از طریق ماهواره زمین‌آهنگ دارای حداقل تأخیر نظری رفت‌وبرگشت ۴۷۷ میلی‌ثانیه (بین کاربر و گِیت‌وِی زمین) است، اما در عمل، ماهواره‌های فعلی دارای تأخیر ۶۰۰ میلی‌ثانیه یا بیشتر هستند. ماهواره‌های استارلینک در ۱⁄۱۰۵ تا ۱⁄۳۰ ارتفاع مدارهای زمین‌آهنگ در حال چرخش هستند و بنابراین تأخیرهای عملی زمین-به-ماهواره را در حدود ۲۵ تا ۳۵ میلی‌ثانیه ارائه می‌دهند که قابل‌مقایسه با شبکه‌های کابلی و فیبر نوری موجود است. این سامانه از یک پروتکل نظیر به نظیر استفاده می‌کند که ادعا می‌شود «ساده‌تر از IPv6» است، همچنین از رمزگذاری سرتاسری به‌صورت‌محلی (Native) استفاده می‌کند. بااین‌حال، هنوز جزئیاتی دراین‌باره  منتشر نشده است.
ماهواره‌های استارلینک از پیشرانه‌های اثر هال با گاز کریپتون برای بالا بردن و نگهداری موقعیت مداری استفاده می‌کنند. پیشرانه‌های کریپتون هال در مقایسه با پیشرانه‌های الکتریکی مشابهی که با زنون کار می‌کند، فرسایش قابل‌توجه بالاتری از کانال جریان نشان می‌دهند اما کم‌مصرف‌تر هستند.

### پایانه‌های کاربری

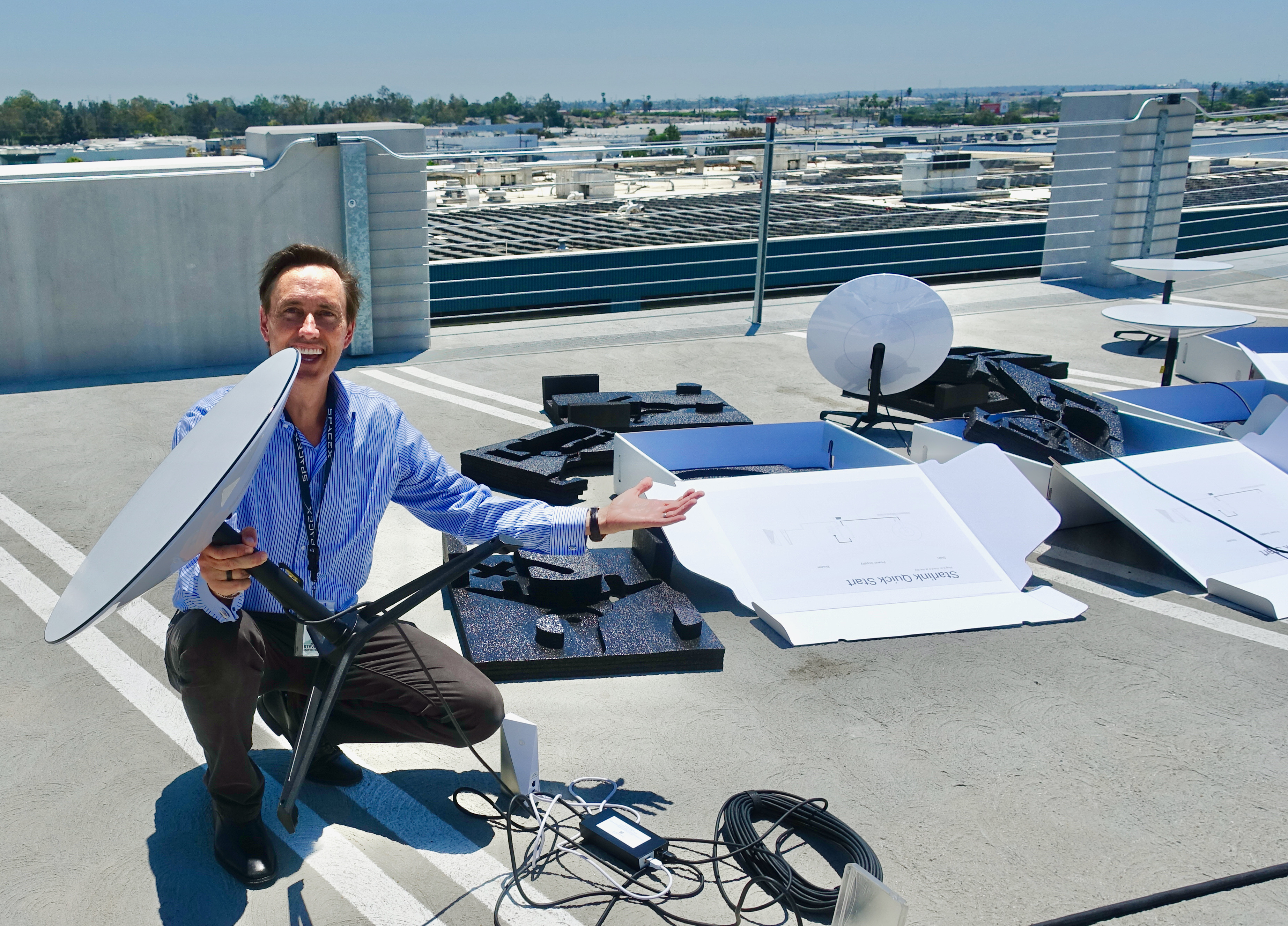
پایانه کاربری استارلینک در دست یکی از اعضای هیئت‌مدیره اسپیس‌اکس

این سامانه مستقیماً از ماهواره‌های خود به گوشی متصل نخواهد شد (برخلاف صورت‌های فلکی ایریدیوم، گلوبال‌استار، الثریا و اینمارست). در عوض، به پایانه‌های مسطح کاربران که به‌اندازه یک جعبه پیتزا بوده و شامل آنتن‌های آرایه‌ای فازی برای ردیابی ماهواره‌ها است متصل خواهد شد. پایانه‌ها را می‌توان در هر مکانی نصب کرد، به شرطی که مانعی بین آن‌ها و آسمان نباشد. این مکان شامل اشیا تندرو مانند قطار نیز می‌شود. پایانه‌های استارلینک دارای موتورهایی برای تنظیم خودکار زاویه بهینه برای مشاهده آسمان است.
گزارش‌های اولیه از کاربرانی که از اوت ۲۰۲۰ از نسخه بتای این سامانه استفاده کرده‌اند نشان می‌دهد که سرعت بارگیری از ۱۱ تا ۶۰ مگابیت بوده و سرعت بارگذاری از ۵ تا ۱۸ مگابیت است.
در اکتبر سال ۲۰۲۰، اسپیس‌اکس سرویس بتا را با عنوان «بتای بهتر از هیچی» (Better than Nothing Beta) در ایالات‌متحده راه‌اندازی و قیمت هر پایانه کاربری را ۴۹۹ دلار برای سرویس «۵۰ تا ۱۵۰ مگابیت بر ثانیه و تأخیر از ۲۰ تا ۴۰ میلی‌ثانیه طی چند ماه آینده» تعیین کرد.

### پایانه‌های دریایی

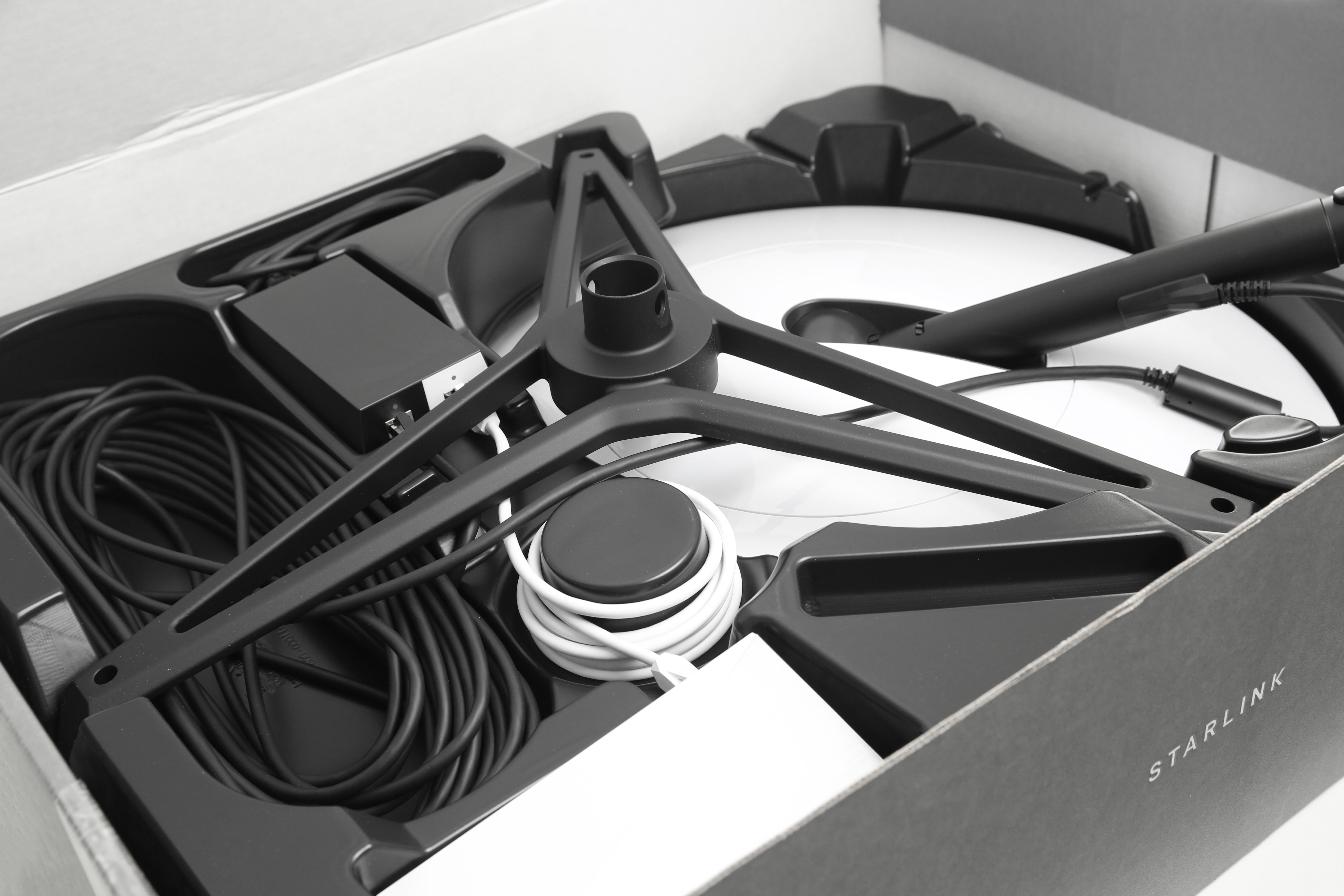
پایانه کاربری استارلینک

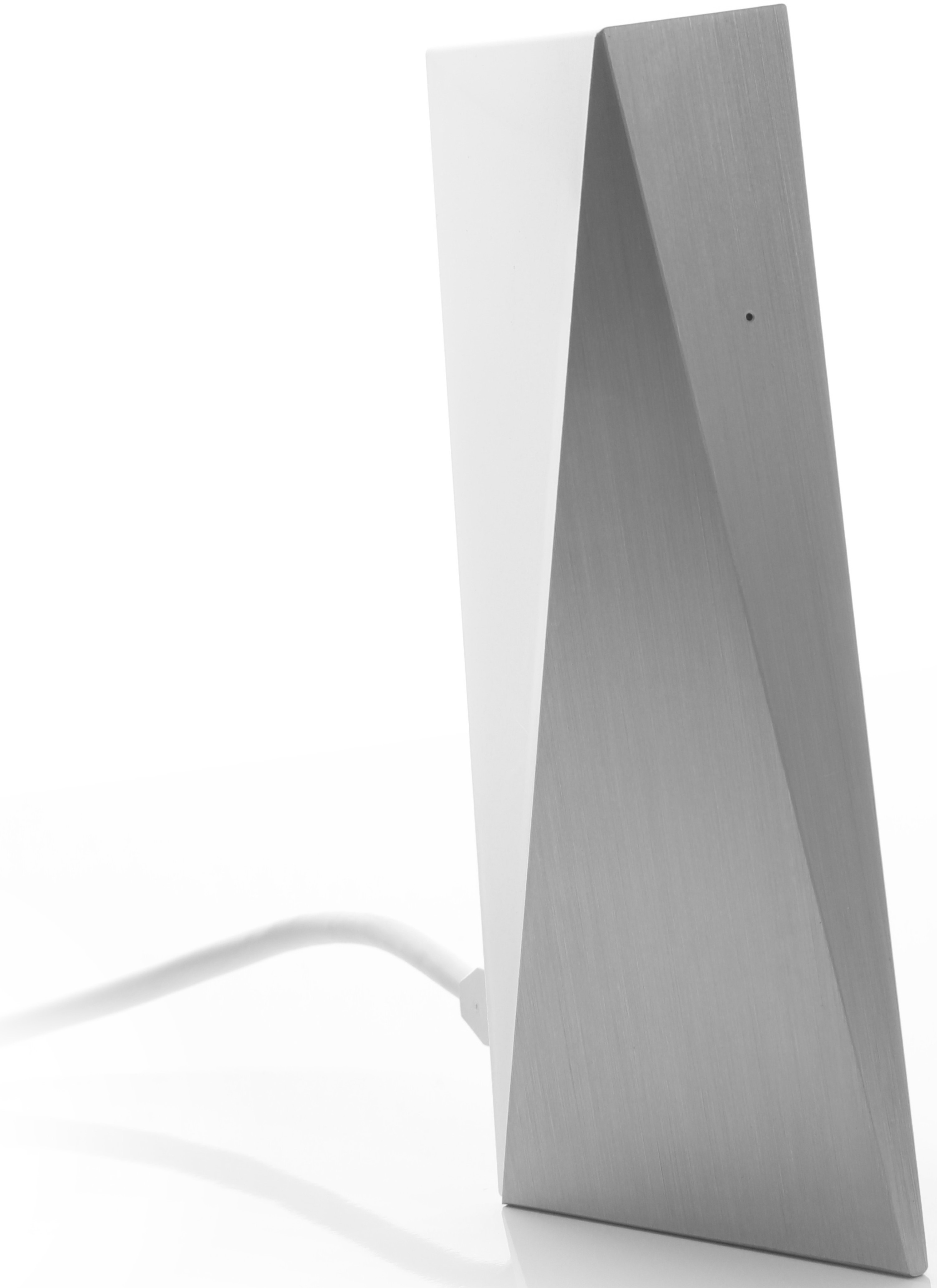
روتر استارلینک

در سپتامبر سال ۲۰۲۰، اسپیس‌اکس درخواست مجوز قرار دادن پایانه‌ها در ۱۰ کشتی خود را ارائه کرد.

### آزمایش‌های کاربری نظامی
در سال ۲۰۱۹، آزمایش‌های صورت گرفته توسط آزمایشگاه تحقیقات نیروی هوایی ایالات‌متحده آمریکا نشان داد که یک اتصال داده ۶۱۰ مگابیت بر ثانیه‌ای از طریق استارلینک با یک هواپیمای Beechcraft C-12 Huron حین پرواز برقرار شده است. علاوه بر این، در اواخر سال ۲۰۱۹، نیروی هوایی ایالات‌متحده با موفقیت آزمایش اتصال با استارلینک را روی هواپیمای لاکهید ای‌سی-۱۳۰ انجام داد.
در سال ۲۰۲۰، نیروی هوایی ایالات‌متحده از استارلینک برای پشتیبانی از سیستم مدیریت پیشرفته خود موسوم به میدان نبرد (Battlefield) در طی یک تمرین آتش‌سوزی استفاده کرد. آن‌ها نشان دادند که استارلینک به «انواع تجهیزات هوایی و زمینی» ازجمله بوئینگ کی‌سی-۱۳۵ استراتوتانکر متصل شده است.

### ایستگاه‌های زمینی
اسپیس‌اکس حداقل برای ۳۲ ایستگاه زمینی در ایالات‌متحده از کمیسیون فدرال ارتباطات درخواست مجوز کرده است و از ژوئیه سال ۲۰۲۰ برای ۵ مورد (در ۵ ایالت) مجوز دریافت کرده است.
از این ایستگاه‌ها برای بهره‌برداری، کنترل و نگهداری ماهواره‌ها استفاده می‌شود. ماهواره‌های لئو برای کاهش تأخیر نیاز به داشتن ایستگاه‌های زمینی نزدیک به کاربر دارند. ایستگاه‌های زمینی از سه نوع جزء متفاوت تشکیل خواهد شد: ایستگاه‌های ردیابی، تله متری و فرماندهی، آنتن‌های دروازه ای و پایانه‌های کاربری. تعداد ایستگاه‌های ردیابی، تله متری و فرماندهی کم و در سطح جهان پراکنده خواهد بود و قطر آنتن‌هایشان ۵ متر خواهد بود. اما دروازه‌ها و پایانه‌های کاربری مبتنی بر فناوری آرایه فازی خواهد بود. اسپیس اکس برنامه دارد تعداد زیادی آنتن دروازه ای در سطح جهان و نزدیک یا در مکان نقطه‌های تبادل اینترنت داشته باشد. صورت‌های فلکی مدار نزدیک زمین به صدها ایستگاه زمینی و هزاران دروازه نیاز خواهند داشت.

### تغییرات ماهواره‌ها

#### ریز ماهواره

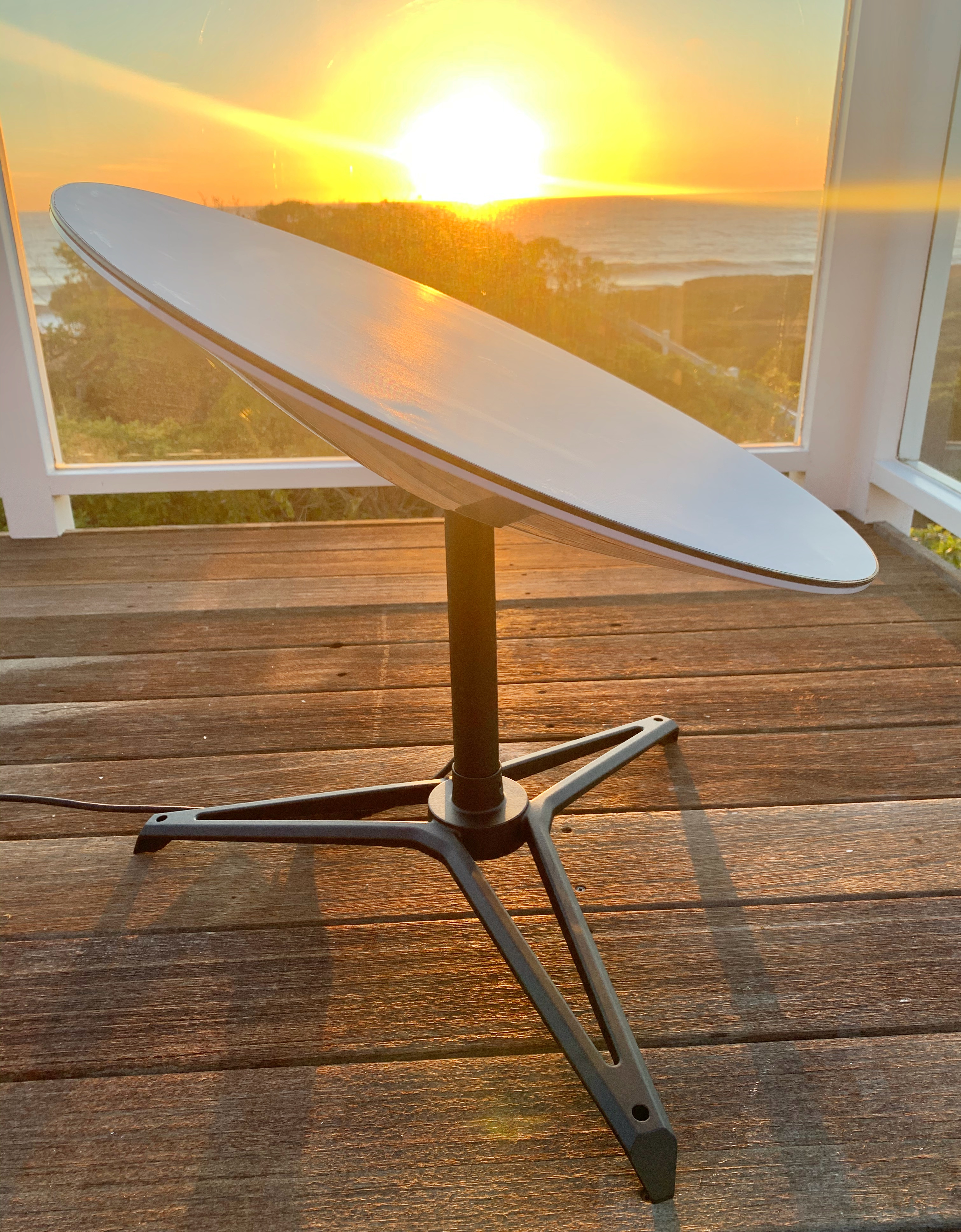
دیش آنتن استارلینک

در ابتدا قرار بود میکروسَت-1a و میکروسَت-1b در مدارهای دایروی ۶۲۵ کیلومتری (۳۸۸ مایل) با شیب تقریبی ۸۶٫۴° قرار بگیرند و شامل دوربین‌های تصویربرداری پانکروماتیک برای تصویربرداری از زمین و ماهواره باشند. قرار بود دو ماهواره «میکروسَت-1a» و «میکروسَت-1b» به‌عنوان محموله ثانویه در یکی از پروازهای ایریدیوم-NEXT پرتاب شوند، اما در عوض برای آزمایش‌های زمینی مورداستفاده قرار گرفتند.

#### تین‌تین
در زمان اعلامیه سال ۲۰۱۵، اسپیس‌اکس اعلام کرده بود که قصد دارد نخستین جفت ماهواره نظارتی را در ۲۰۱۶ پرتاب کند، اما متعاقباً این تاریخ به ۲۰۱۸ تغییر کرد. اسپیس‌اکس در سال ۲۰۱۸ فناوری‌های ماهواره‌های خود را برای پرواز مورد آزمایش قرار داد. دو ماهواره همسان که در طول توسعه میکروسَت-2a و میکروسَت-2b نامیده می‌شدند در ۲۲ فوریه ۲۰۱۸ با استقرار در مدار به تین‌تین آ و تین‌تین ب تغییر نام دادند. این دو ماهواره به همراه ماهواره Paz توسط موشک فالکون ۹ پرتاب شدند.
تین‌تین آ و ب در مدار ۵۱۴ کیلومتری قرار گرفتند. به توجه به بایگانی‌های موجود در کمیسیون فدرال ارتباطات، آن‌ها قصد داشتند خود را به مدار ۱۱۱۲ کیلومتری که همان ارتفاع عملیاتی ماهواره‌های استارلینک LEO است برسانند، اما نزدیک مدار اصلی خود ماندند. اسپیس‌اکس در نوامبر ۲۰۱۸ اعلام کرد که قصد دارد یک لایه اولیه حدود ۱۶۰۰ ماهواره را در صورت فلکی در ارتفاع مداری حدود ۵۵۰ کیلومتر، در ارتفاعی مشابه مدارهای تین‌تین آ و ب، عملیاتی کند.
این ماهواره‌ها در مدار دایروی نزدیک زمین در ارتفاع حدود ۵۰۰ کیلومتری با شیب زیاد برای مدت‌زمان برنامه‌ریزی‌شده شش تا دوازده‌ماهه می‌چرخند. ماهواره‌ها برای آزمایش‌های تقریباً روزانه و کوتاه‌مدت کمتر از ده‌دقیقه‌ای با سه ایستگاه زمینی آزمایش واقع در واشینگتن و کالیفرنیا ارتباط برقرار می‌کنند.

#### نسخه ۰٫۹ (آزمایشی)
۶۰ ماهواره نسخه ۰٫۹ استارلینک که در ماه مه ۲۰۱۹ به فضا پرتاب شدند، دارای مشخصات زیر هستند:
- طراحی به‌صورت صفحه تخت با چندین آنتن با بازده بالا و یک صفحه خورشیدی
- جرم: ۲۲۷ کیلوگرم
- استفاده از رانشگرهای اثر هال با استفاده از کریپتون به‌عنوان جرم واکنش، جهت تنظیم موقعیت در مدار، نگهداری ارتفاع و خروج از مدار
- سامانه ناوبری ردیاب ستاره‌ای برای نشان دادن دقیق
- قادر به استفاده از اطلاعات وزارت دفاع در مورد زباله‌های فضایی هستند تا به‌طور خودکار از برخورد جلوگیری کنند
- ارتفاع ۵۵۰ کیلومتری (۳۴۰ مایل)
- ۹۵٪ تمام اجزای این ماهواره‌ها در پایان چرخه حیات هر ماهواره به‌سرعت در جو زمین می‌سوزند

#### نسخه ۱٫۰ (عملیاتی)
ماهواره‌های نسخه ۱٫۰ استارلینک که از نوامبر ۲۰۱۹ به فضا پرتاب شدند، دارای ویژگی‌های اضافی زیر هستند:
- ۱۰۰٪ «همه اجزای این طرح در پایان چرخه حیات هر ماهواره به سرعت در جو زمین می‌سوزند.»
- اضافه شدن باند Ka
- جرم: ۲۶۰ کیلوگرم
- قرار بود سپیدایی (albedo) یکی از این ماهواره‌ها به شماره ۱۱۳۰ و نام DarkSat، با استفاده از یک پوشش خاص کاهش یابد اما این روش به دلیل مشکلات حرارتی و بازتابش فروسرخ کنار گذاشته شد.
- همه ماهواره‌هایی که از پرتاب نهم در اوت ۲۰۲۰ به فضا پرتاب شده‌اند، دارای گیره‌هایی هستند که مانع انعکاس نور خورشید از بخش‌هایی از ماهواره می‌شوند تا سپیدایی آن را بیشتر از قبل کاهش دهند.

#### نسخه ۱٫۵ (عملیاتی)
ماهواره استارلینک نسخه ۱٫۵ که از ۲۴ ژانویه ۲۰۲۱ به فضا پرتاب شده‌اند، دارای ویژگی‌های اضافی زیر هستند:
- مجهز به لیزر برای ارتباطات بین ماهواره‌ای
- جرم: ۲۹۵ کیلوگرم
- ویزورهایی (Visor) که نور خورشید را مسدود می‌کردند از ماهواره‌های پرتاب شده از سپتامبر ۲۰۲۱ به بعد حذف شدند.

#### استارشیلد (عملیاتی)
این اتوبوس‌های ماهواره‌ای با دو آرایه خورشیدی هستند که از نسخه ۱٫۵ و ۲٫۰ برای استفاده نظامی مشتق شده‌اند و می‌توانند محموله‌های طبقه‌بندی شده دولتی یا نظامی را میزبانی کنند.

#### نسخه ۲٫۰ (برنامه‌ریزی‌شده)
اسپیس ایکس در حال تدارک برای تولید ماهواره‌های استارلینک نسخه ۲ تا اوایل سال ۲۰۲۱ بود. ماهواره‌های استارلینک نسخه ۲ از نظر پهنای باند ارتباطی "تقریباً یک مرتبه بزرگتر از نسخه ۱٫۰" خواهند بود. اسپیس ایکس امیدوار است که پرتاب استارلینک نسخه ۲ را در سال ۲۰۲۲ آغاز کند. با این حال، آنها باید به‌وسیله استارشیپ پرتاب شوند، زیرا بزرگتر از آن هستند که داخل دماغه فالکون ۹ جای بگیرند. با این حال، در اوت ۲۰۲۲، اسپیس ایکس پرونده‌های قانونی رسمی را برای FCC تهیه کرد که نشان می‌داد ماهواره‌های صورت فلکی نسل دوم (نسل ۲) را در دو فرم‌فاکتور متفاوت، اما از نظر فنی یکسان می‌سازد: یکی با ساختارهای فیزیکی متناسب با پرتاب در فالکون ۹ و دیگری برای پرتاب در استارشیپ طراحی شده است. استارلینک نسخه ۲ هم بزرگتر و هم سنگین تر از استارلینک نسخه ۲ است.
ماهواره‌های نسل دوم استارلینک که برای پرتاب در استارشیپ برنامه‌ریزی شده‌اند دارای ویژگی‌های زیر هستند:
- مجهز به لیزر برای ارتباطات بین ماهواره‌ای
- جرم: ۱,۲۵۰ کیلوگرم
- طول: ۷ متر
- استفاده از تکنیک‌های بیشتری مانند فیلم آینه دی‌الکتریک برای کاهش هرچه بیشتر روشنایی ماهواره‌ها
- ماهواره‌های استارلینک نسخه ۲٫۰ همچنین دارای یک آنتن تقریباً ۲۵ متر مربعی هستند که به مشترکان T-Mobile اجازه می‌دهد مستقیماً از طریق دستگاه‌های تلفن همراه معمولی خود با ماهواره ارتباط برقرار کنند

## مشترکان
تعداد مشترکان استارلینک تا سپتامبر ۲۰۲۳ به ۲ میلیون نفر رسیده است. تعداد مشترکان طبق اطلاعات موجود برای هر سال در نیمه اول و نیمه دوم آن سال در زیر آورده شده است.
| سال           | مشترکان   |
| ------------- | --------- |
| نیمه اول ۲۰۲۱ | ۱۰۰٫۰۰۰   |
| نیمه دوم ۲۰۲۱ | ۱۵۰٫۰۰۰   |
| نیمه اول ۲۰۲۲ | ۵۰۰٫۰۰۰   |
| نیمه دوم ۲۰۲۲ | ۱٫۰۰۰٫۰۰۰ |
| نیمه اول ۲۰۲۳ | ۱٫۵۰۰٫۰۰۰ |
| نیمه دوم ۲۰۲۳ | ۲٫۰۰۰٫۰۰۰ |

## رقابت و تأثیرات بر بازار
علاوه بر صورت فلکی وان‌وب، که تقریباً هم‌زمان با صورت فلکی اسپیس‌اکس اعلام شد، سامسونگ نیز یک طرح صورت فلکی شامل ۴٬۶۰۰ ماهواره در مدار ۱٬۴۰۰ کیلومتری ارائه کرد که توانایی ارائه ظرفیت یک زتابایت داده در هر ماه را دارد که معادل ۲۰۰ گیگابایت در ماه برای ۵ میلیارد کاربر اینترنت است. تا سال ۲۰۲۰ اطلاعات دیگری در مورد این صورت فلکی ارائه نشده است. تِلِسَت (Telesat) نیز طرح یک صورت فلکی کوچک که شامل ۱۱۷ ماهواره می‌شود را در سال ۲۰۱۵ اعلام کرد. آمازون در آوریل ۲۰۱۹ از یک منظومه ماهواره‌ای باندپهن بزرگ خبر داد که قصد دارد ۳٬۲۳۶ ماهواره را در دهه آینده در شرکتی که پروژه کایپر (Project Kuiper) می‌نامد پرتاب کند.
تا اکتبر ۲۰۱۷ انتظاراتی که به خاطر افزایش ظرفیت شبکه نوظهور صورت‌های فلکی باندپهن در ارتفاع پایین به وجود آمده بود باعث لغو برنامه‌ریزی‌های جدید سرمایه‌گذاران در حوزه ماهواره‌های ارتباطی باندپهن مدارِ زمین آهنگ شد.

## انتقادها و رقبا

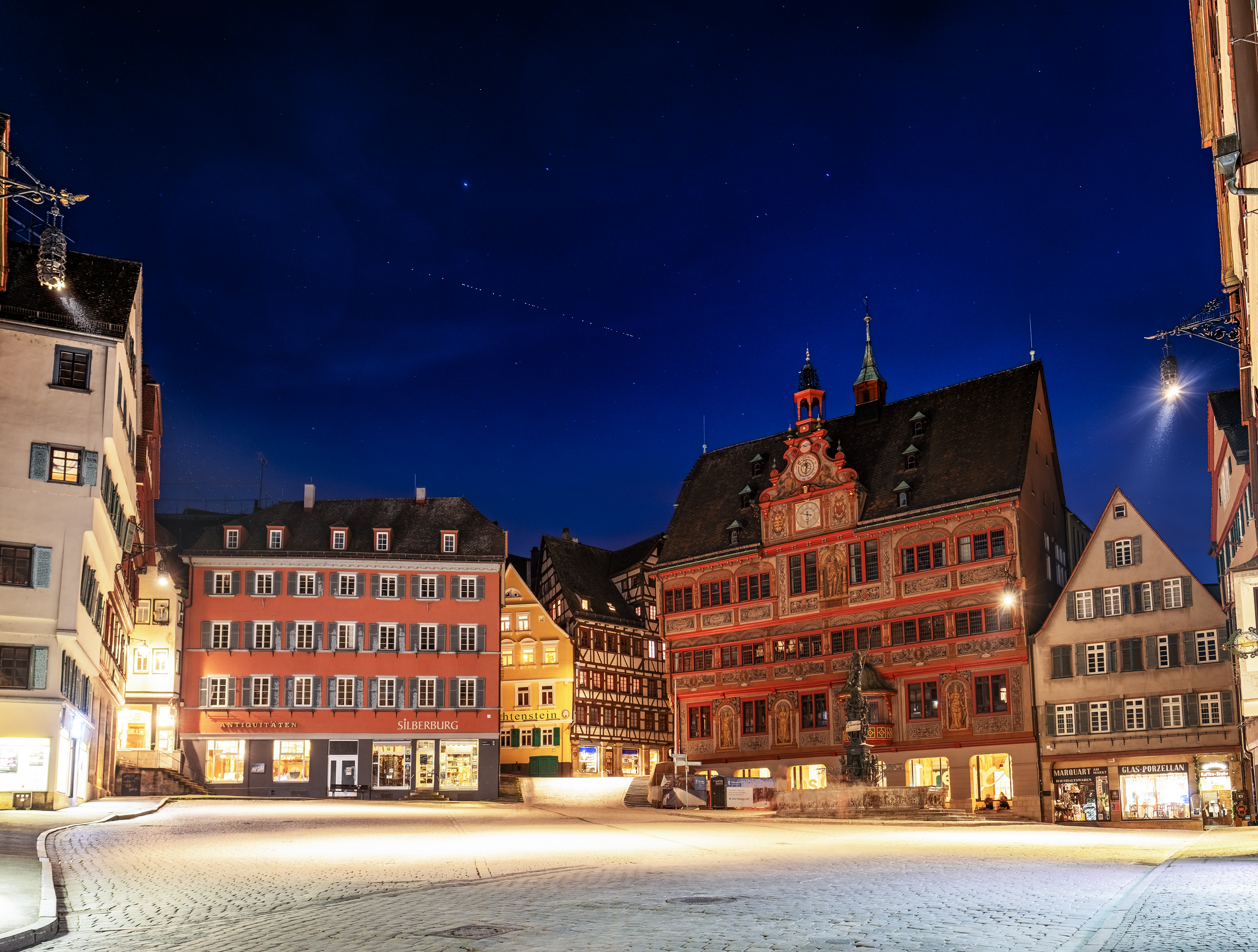
استارلینک در توبینگن، آلمان

تعداد زیاد ماهواره‌های برنامه‌ریزی‌شده به دلیل نگرانی از آلودگی نوری با انتقادهایی از جانب جامعه نجوم روبرو شده است. ستاره شناسان ادعا می‌کنند که تعداد ماهواره‌های مرئی بیش از ستارگان مرئی است و روشنایی آن‌ها در هر دو طول‌موج نوری و رادیویی به‌شدت بر مشاهدات علمی تأثیر می‌گذارد. ازآنجاکه ماهواره‌های استارلینک می‌توانند به‌طور مستقل مدار خود را تغییر دهند، نمی‌توان برای جلوگیری از آن‌ها مشاهدات را برنامه‌ریزی کرد. اتحادیه بین‌المللی نجوم، رصدخانه ملی رادیویی آمریکا و تشکیلات آرایه کیلومتر مربعی در بیانیه‌های رسمی دربارهٔ این موضوع ابراز نگرانی کردند.
نمایندگان اسپیس‌اکس و ماسک ادعا کرده‌اند که ماهواره‌ها به‌راحتی با تکنیک‌های پوشاندن پیکسل‌ها (pixel masking) و انباشته کردن تصاویر (image stacking) کمترین تأثیر را بر مشاهدات نجومی خواهند داشت. بسیاری از ستاره شناسان حرفه‌ای این ادعاها را بر اساس مشاهده اولیه ماهواره‌های استارلینک نسخه ۰/۹ در نخستین پرتاب، کمی پس از استقرار از وسیله پرتاب، مورد تردید قراردادند. در اظهارات بعدی در توییتر، ماسک اظهار داشت که اسپیس‌اکس در زمینه کاهش سپیدایی ماهواره‌ها کار خواهد کرد و در صورت لزوم تنظیمات جهت‌یابی را برای آزمایش‌های نجومی فراهم می‌کند. تا به امروز، فقط یک ماهواره استارلینک (استارلینک ۱۱۳۰ / به نام DarkSat) دارای پوشش آزمایشی برای کاهش سپیدایی است. علیرغم این اقدامات، منجمان دریافتند که ماهواره‌ها هنوز بیش‌ازحد روشن هستند، بنابراین ساخت DarkSat اساساً یک «بن‌بست» است.
در ۱۷ آوریل ۲۰۲۰، اسپیس‌اکس در پرونده کمیسیون ارتباطات فدرال نوشت که روش‌های جدید کاهش آلودگی نوری را آزمایش می‌کند و همچنین دسترسی به داده‌های ردیابی ماهواره را برای ستاره شناسان فراهم می‌کند تا «مشاهدات خود را با ماهواره‌های ما بهتر هماهنگ کنند». در ۲۷ آوریل ۲۰۲۰، ماسک اعلام کرد که این شرکت آفتاب‌گیر جدیدی را برای کاهش روشنایی ماهواره‌های استارلینک معرفی خواهد کرد. از ۱۵ اکتبر ۲۰۲۰، بیش از ۲۰۰ ماهواره استارلینک دارای یک آفتاب هستند. در طی آنالیزی در اکتبر ۲۰۲۰ مشخص شد که آن‌ها نسبتاً کم‌رنگ‌تر از DarkSat هستند.
شمار زیاد ماهواره‌های به‌کاررفته در استارلینک همچنین خطر طولانی‌مدت زباله‌های فضایی را به دلیل قرار دادن هزاران ماهواره در مدار و خطر ایجاد برخورد ماهواره‌ها ایجاد می‌کند و به‌طور بالقوه باعث ایجاد پدیده‌ای می‌شود که به سندروم کسلر معروف است. اسپیس‌اکس گفته است که ماهواره‌ها در ارتفاع مداری پایین پرتاب می‌شوند و انتظار می‌رود که ماهواره‌های خراب ظرف مدت ۵ سال بدون پیشرانه از مدار خارج شوند. بااین‌حال، ماهواره‌های خراب حتی اگر فقط درصد کمی از کار بیفتند و فقط ۵ سال در مدار باقی بمانند، خطر مهمی تلقی می‌شوند زیرا می‌توانند با بقایای ماهواره‌های دیگر یا ماهواره‌های کارافتاده برخورد کرده، زباله‌هایی ایجاد کنند که با انتقال تکانه به مدارهای بالاتر، طولانی‌تر در مدار باقی می‌مانند.
اولین دسته از فضاپیمای نسل ۲ در فوریه ۲۰۲۳ به فضا پرتاب شد. این ماهواره‌ها به عنوان «مینی» شناخته می‌شوند زیرا کوچکتر از فضاپیمای نسل ۲ با اندازه کامل هستند که بعداً خواهند آمد. اسپیس‌اکس از کاهش روشنایی برای نسل ۲ استفاده می‌کند که شامل سطحی آینه مانند است که نور خورشید را به فضا منعکس می‌کند و صفحات خورشیدی را طوری زاویه می‌دهد که ناظران روی زمین فقط طرف‌های تاریک را ببینند. مینی‌ها با وجود چهار برابر بزرگ‌تر بودنشان بر اساس یک مطالعه رصدی که در ژوئن ۲۰۲۳ منتشر شد، کم‌نورتر از فضاپیمای نسل ۱ هستند، وقتی در مدار نهایی تحت عنوان «روشنایی کاهش‌یافته» قرار می‌گیرند، ۱۹ درصد ماهواره‌های نسل ۱ روشنایی دارند. مینی‌ها قبل از رسیدن به مدار هدف ۱۲ برابر روشن‌تر به نظر می‌رسند.

## افزایش خطر برخورد ماهواره‌ها
شمار زیاد ماهواره‌های استفاده‌شده توسط استارلینک ممکن است باعث ایجاد خطر طولانی‌مدت زباله‌های فضایی ناشی از قرار دادن هزاران ماهواره در مدار و ایجاد برخورد ماهواره‌ای شود که باعث ایجاد پدیده‌ای به نام سندرم کسلر می‌شود. اسپیس ایکس گفته است که بیشتر ماهواره‌ها در ارتفاع‌های پایینی پرتاب می‌شوند و انتظار می‌رود که ماهواره‌های ناکارامد ظرف پنج سال بدون پیشرانه از مدار خارج شوند.
در اوایل برنامه، زمانی که اسپیس‌اکس ماهواره‌ای را که ۱ در ۱۰۰۰ احتمال برخورد با ماهواره اروپایی را داشت حرکت ندادُ این احتمال برخورد ده برابر بیشتر از آستانه آژانس فضایی اروپا برای مانورهای اجتنابی است. اسپیس‌اکس متعاقباً مشکل سیستم صفحه‌بندی خود را که باعث اختلال در ایمیل‌های بین آژانس فضایی اروپا و اسپیس‌اکس شده بود، برطرف کرد. آژانس فضایی اروپا اعلام کرد که قصد دارد در فناوری‌هایی برای خودکارسازی مانورهای اجتنابی بین‌ماهواره‌ای سرمایه‌گذاری کند. در سال ۲۰۲۱، مقامات چینی شکایتی را به سازمان ملل تسلیم کرده و اعلام کردند که ایستگاه فضایی آن‌ها در آن سال مانورهایی برای جلوگیری از برخورد با ماهواره‌های استارلینک انجام داده است. در این سند، نمایندگان چینی گفتند که ماهواره‌های استارلینک که به‌طور مداوم مانور می‌دهند، باعث به‌وجو آمدن خطر برخورد می‌شوند و ماهواره‌های استارلینک در ماه‌های ژوئیه و اکتبر خطراتی را برای زندگی یا سلامت فضانوردان ایستگاه فضایی تیانگونگ چین ایجاد کرده‌اند.
ماهواره‌های اسپیس‌اکس در صورتی مانور می‌دهند که احتمال برخورد بیشتر از ۵-۱۰ باشد (۱ در ۱۰۰٫۰۰۰ احتمال برخورد)، برخلاف استاندارد صنعتی ۴-۱۰ (۱ در ۱۰٫۰۰۰ احتمال برخورد). اسپیس‌اکس سوخت کافی برای انجام تقریباً ۵٫۰۰۰ مانور پیشرانه در طول عمر یک ماهواره نسل ۲ ا در نظر گرفته است که از آن تعداد تقریباً ۳۵۰ مانور برای اجتناب از برخورد خواهد بود.
از ماه مه ۲۰۲۲، به‌طور میانگین هر ماهواره استارلینک کمتر از سه مانور جلوگیری از برخورد در ۶ ماه قبل انجام داده است. از تعداد ۶٫۸۷۳ مانور بیش از ۱٫۷۰۰ مانور برای جلوگیری از برخورد با زباله‌های کاسموس ۱۴۰۸ انجام شده است.

## سامانه‌های مشابه و سامانه‌های رقیب
گلوبال‌استار - منظومه ماهواره‌ای در مدار نزدیک زمین برای ارتباطات داده‌ای برای تلفن‌های ماهواره‌ای و ارتباطاتی با نیاز به سرعت پایین
منظومه ماهواره‌ای ایریدیوم - منظومه ماهواره‌ای در مدار نزدیک زمین برای خدمات تلفن ماهواره‌ای جهانی
کایپر سیستمز - یک صورت فلکی اینترنت ماهواره‌ای در مدار نزدیک زمین که توسط یکی از شرکت‌های تابعه آمازون ساخته می‌شود
O3b - منظومه ماهواره‌ای در مدار میانی زمین که مناطق استوایی زمین را پوشش می‌دهد
هیوز نتورک سیستمز - ارائه‌دهنده ماهواره‌ای پهنای باند که در حال حاضر آنتن‌های بک‌هال ثابت، سلولی و هوابرد را ارائه می‌کند
صورت‌فلکی ماهواره‌ای وان‌وب - رقیبی با یک صورت فلکی اینترنتی در مدار نزدیک زمین
وایاست - ارائه‌دهنده ماهواره‌ای پهنای باند که در حال حاضر آنتن‌های بک‌هال ثابت، سیال زمینی و هوابرد را ارائه می‌کند
پروژه لون - ایده قبلاً پیاده‌سازی شده توسط آلفابت برای دسترسی به اینترنت از طریق فرستادن بالن به استراتوسفر
پروژه اینترنت ماهواره‌ای ملی چین - برنامه‌ریزی‌شده برای ارائه اینترنت ماهواره‌ای برای بازار چین